# Koreai háború
A koreai háború (hangul: 한국전쟁, handzsa: 韓國戰爭, nyugaton Hanguk Jeonjaeng?; Észak-Koreában: hangul: 조국해방전쟁, handzsa: 祖國解放戰爭, nyugaton Joguk Haebang Jeonjaeng?, ’honi felszabadító háború’; 1950. június 25. – 1953. július 27.) Dél- és Észak-Korea közötti háború volt, amelyben az Amerikai Egyesült Államok által vezetett ENSZ erők a déliek, míg Kína a Szovjetunió támogatásával az északiak oldalán harcolva vett részt. A háború kiváltó okai Korea második világháborút követő megosztottsága és az ekkorra elmélyülő hidegháború voltak, amelynek ez volt az első fegyveres konfliktusa.
A Koreai-félszigetet Japán 1910-ben annektálta, és a második világháború végéig uralma alatt tartotta. A Szovjetunió, mely 1945 augusztusában üzent hadat Japánnak, az amerikaiakkal megegyezve a 38. szélességi fokig szállta meg a területet, míg az ettől délre eső részt az amerikaiak. 1948-ra ennek következtében két külön kormányzat jött létre, mindkettő Korea legitim kormányának tartotta magát, és egyikük sem tekintette a kialakult határt véglegesnek. A konfliktus akkor vált nyílt háborúvá, amikor 1950. június 25-én az északi csapatok – kínai és szovjet támogatást élvezve – támadást indítottak Dél-Korea ellen. Ugyanezen a napon az ENSZ BT inváziónak minősítette az északi támadást és azonnali tűzszünetre szólított fel. Június 27-én a szervezet 83. számú határozatában döntött egy nemzetközi ENSZ kontingens felállításáról és kiküldéséről, amely 90%-ban az Egyesült Államok, valamint húsz más ország által felajánlott fegyveres erőkből állt össze.
A rosszabbul felszerelt és kisebb létszámú déli haderő súlyos veszteségeket szenvedett a háború első két hónapjában, így az ország nagy részét feladva visszavonulni kényszerült a puszani hídfő területére. A puszani hídfőállás megszilárdítása után az amerikai haderő partraszállást hajtott végre Incshonnál, és a délkeleti erőkkel egyesülve az északi katonák jelentős részét elvágták az utánpótlástól. Az ezután megindított offenzívában elfoglalták az északi fővárost, Phenjant és november végére a kínai határnál lévő Jalu folyóig szorították vissza az északi erőket. Ekkor Kína beavatkozása fordította meg a hadi helyzetet, az eredeti határ közelébe szorítva vissza az ENSZ erőket, ahol állóháború alakult ki a konfliktus elkövetkező két évében. A háború hivatalosan a panmindzsoni fegyverszünet megkötésével ért véget 1953. július 27-én, amelyben a határvonalat az eredetihez közel húzták meg, és létrehozták a koreai demilitarizált övezetet.
Jogilag máig tart a háború, mivel a felek csupán tűzszünetet kötöttek 1953-ban, amelynek felmondásával Észak-Korea 1994 óta már legalább hat alkalommal fenyegetett, és végül 2013 márciusában hivatalosan fel is mondott.

## Előzmények

### Korea felosztása

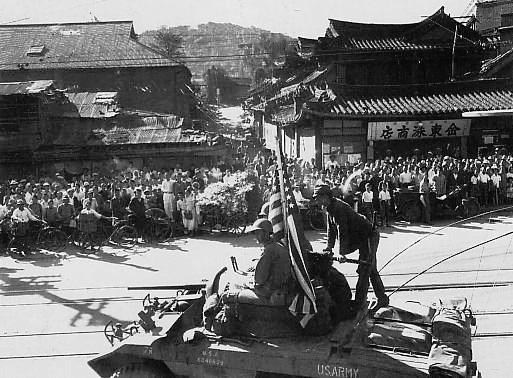
Amerikai katonák Koreában, 1945 szeptembere

Japán 1910-ben annektálta Koreát, amit ezt követően 1945-ig saját területeként igazgatott, míg a koreaiak hiába próbálták felhívni a világ figyelmét elnyomásukra. A szövetségesek már a második világháború idején foglalkoztak a félsziget jövőjével. A kairói konferencia idején megállapodtak abban, hogy Korea függetlenségét „megfelelő időben” helyreállítják. Teheránban ezt az időpontot Franklin D. Roosevelt amerikai elnök mintegy negyven évre becsülte. A megfelelő időben megfogalmazás a potsdami nyilatkozatban is szerepelt. A konfliktus előzményeként a Nagaszakira dobott atombomba másnapján, augusztus 10-én Dean Rusk ezredest bízták meg a félsziget felosztásával, és augusztus 14-én egy National Geographic térkép alapján a 38. szélességi fokot jelölte meg választóvonalként. A szovjetek ellenkezés nélkül fogadták el, hogy ettől északra a szovjet, délre pedig az amerikai hadsereg fogadja a Koreai-félszigeten a japán csapatok kapitulációját, és kezdje meg a megszállást. A Vörös Hadsereg megállt a 38. szélességi foktól északra, szeptember 8-án pedig John R. Hodge altábornagy katonái is bevonultak Koreába, így két megszállási övezet jött létre. Hodge semmilyen politikai felkészültséggel és helyismerettel nem rendelkezve látott hozzá az amerikai katonai kormányzat felállításához.
A jaltai konferencián elfogadott, a felszabaduló gyarmatok nemzetközi gyámság alá helyezéséről szóló döntéssel szemben a Jo Unhjong vezette Koreai Néppárt az azonnali függetlenség pártján állt. Szeptember 6-án Szöulban kikiáltották a Koreai Népköztársaságot, Hodge azonban nem bízott a baloldali kormányban és az állam csupán februárig létezett. Időközben hazatért az ideiglenes kormány legelső elnöke, Li Szin Man is. Kezdetben délen volt több kommunista, míg északon több keresztény, de utóbbiak üldözése miatt jelentős, több százezres áttelepülés kezdődött meg. Az amerikaiak, attól tartva, hogy az egész félsziget szovjet befolyás alá kerül, feloszlatták a helyi Népi Bizottságokat és helyükre volt japán tisztviselőket neveztek ki, a volt japán rendőrökből kezdték az új karhatalmat szervezni, miközben a jobboldali Koreai Demokrata Pártot támogatták.
Délen a nagyszámú északi menekült és a Japánból hazatérők miatt munkanélküliség és élelmiszerhiány alakult ki, és a közhangulatot rontotta a korrupció és az elnyomó intézkedések. 1946 őszén az elégedetlenség általános sztrájkban és parasztfelkelésben csúcsosodott ki, a kommunistának bélyegzett tiltakozást az amerikai hadsereg és a koreai rendőrség leverte. A koreai vezetésben is több leszámolás történt, így Rjót az ideiglenes kormány vezetője, Kim Gu utasítására ölették meg, míg Gut valószínűleg Li utasítására. A 38. szélességi foktól északra a szovjetek a saját megszállási övezetükben szovjetbarát kommunista rezsimet juttattak hatalomra Kim Ir Szen volt mandzsúriai partizánvezér vezetésével.
A decemberben megszületett moszkvai határozat értelmében gyámság alá akarták venni Koreát, ennek megszervezésére pedig közös amerikai–szovjet bizottságot hoztak létre, ám a helyiek erős tiltakozásának következtében az elkövetkező két évben semmilyen eredményt nem ért el. Ezért az ENSZ-hez fordultak, ami létrehozta az Ideiglenes Korea Bizottságot (UNTCOK), aminek nyolc nemzethez tartozó tagjai 1948. január 14-én érkeztek meg Szöulba. A szovjetek nem ismerték el a bizottság jogkörét, míg az Egyesült Államok a két övezetben külön-külön megtartott választások mellett állt ki. Az északiak tiltakozása ellenére a Közgyűlés elfogadta a választások tartására irányuló javaslatot, amire 1948 májusában került sor.

### Állandósult megosztottság

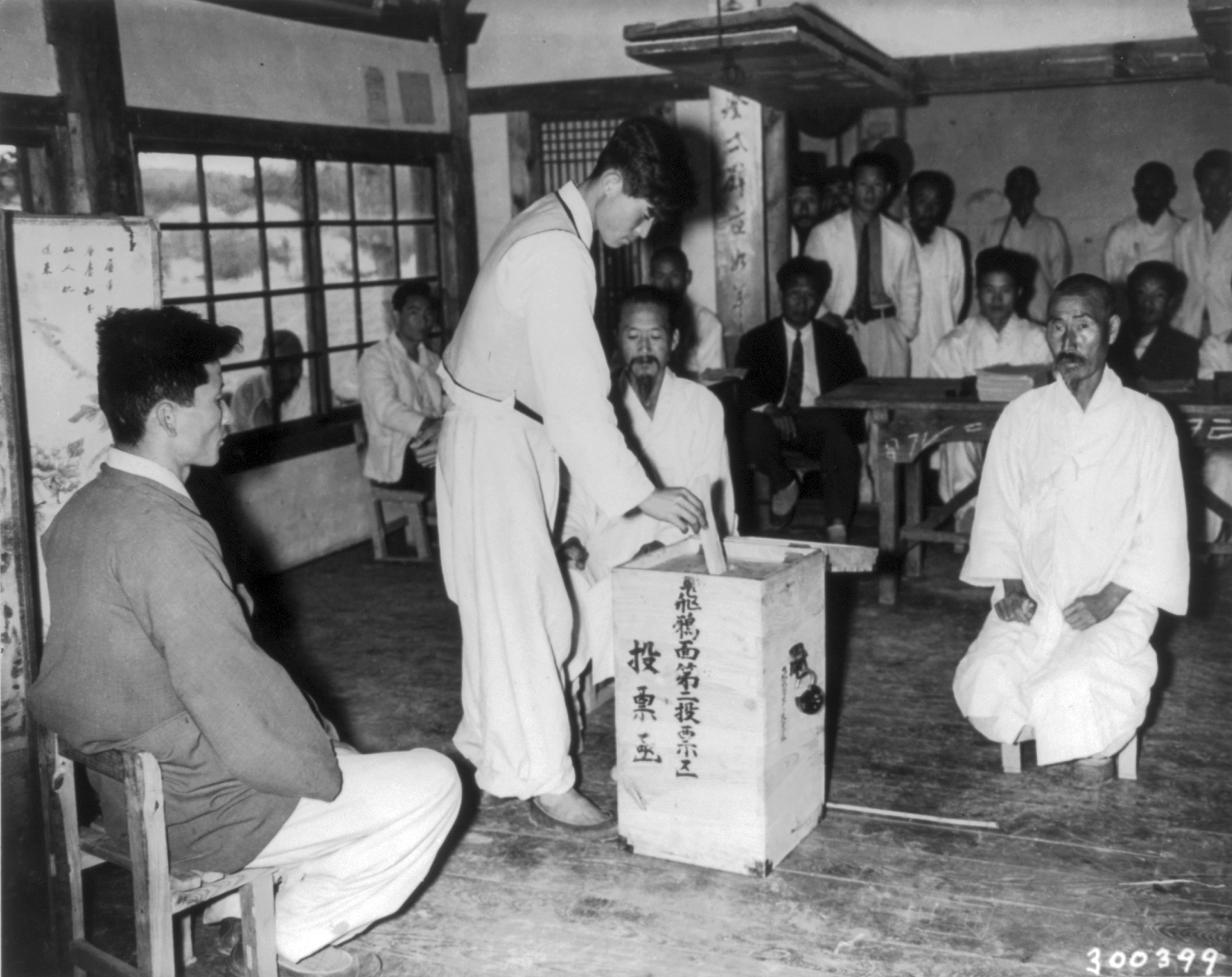
Dél-koreai férfi szavaz az első szabad választáson, 1948

Korea történelmének első parlamenti választásának kampányában 323-an haltak meg az utcai összecsapások, merényletek során, több ezer baloldali szimpatizánst pedig börtönbe zártak. Emiatt Li politikai ellenfelei bojkottot hirdettek. Li függetlenségi pártja végül a 198 képviselői helyből 83-at megszerzett (100 hely üresen maradt az északi területeknek), őt magát pedig elnökké választották. 1948. augusztus 15-én, a felszabadulás harmadik évfordulóján kikiáltották a Koreai Köztársaságot. Erre válaszul északon létrehozták a Legfelsőbb Népi Gyűlést, szeptember 9-én pedig létrejött a Koreai Népi Demokratikus Köztársaság. Ezt azonban az ENSZ nem ismerte el, míg a Közgyűlés december 12-én a Koreai Köztársaságot ismerte el a koreai nép egyetlen legitim képviselőjének. Ám a két ország közül ekkor még egyik sem lett a szervezet tagja (együttes felvételükre 1991-ben, a hidegháború vége után került sor). 1948 áprilisában Csedzsun tört ki felkelés, amelynek egy éve alatt mintegy 160 falu pusztult el és 30 000 ember halt meg. Eközben a 14. ezredben zendülés tört ki, amit a negyedik hadsereg fojtott el. Li a háború kitörésének évében igen népszerűtlen volt hazájában rossz gazdaságpolitikája és elnyomó törekvései miatt, támogatói pedig igen gyengén szerepeltek az 1950-ben amerikai nyomásra megtartott választáson, ellenfelei a nemzetgyűlés 210 helyéből több mint 120-at szereztek meg.
Az amerikai Vezérkari Főnökök Egyesített Bizottsága figyelmeztetett egy Koreában vívott költséges háború értelmetlenségére, és javasolta, ne vonják be azt az amerikai védelmi zónába. Dean Acheson külügyminiszter 1950. január 12-én tartott nyilvános beszédében kijelentette, hogy Dél-Korea és Tajvan nem tartozik az amerikai védőzónába, ami sokak szerint hozzájárult az északi támadás szovjet jóváhagyásához. Egyes elméletek egyenesen odáig mennek, hogy ezzel az Egyesült Államok szándékosan provokálta a támadást, hogy az amerikai elnök kongresszusi felhatalmazást kapjon a védelmi költségvetés emelésére; ám az északi támadást nem lehetett előre látni. Az amerikai csapatok nagy része 1949-re elhagyta Dél-Koreát, ekkor a Koreai Köztársaságot csak a saját hadserege védte, amely akkoriban gyenge és tapasztalatlan volt. Li Szin Man ennek ellenére többször hangoztatta, hogy az északi országrészt fegyveres erővel fogja lerohanni. A KNDK hadserege erősebb volt, és Kim Ir Szen számított a Szovjetunió és Kína támogatására is. A szovjetek számára a Japánban állomásozó amerikai haderő, valamint az országnak nyújtott gazdasági és katonai segítség volt visszatetsző, mivel tartottak tőle, hogy a szovjetek kizárásával kötnek békét.
Kim 1949 szeptemberében még hiába kért engedélyt a félsziget egyesítéséhez, Sztálin azt elutasította. 1950 tavaszán viszont mégis engedélyezte Dél-Korea lerohanását, mivel úgy gondolta, dél hamarosan úgyis megtámadná északot, annak ellenére, hogy kisebb és rosszabbul felszerelt hadsereggel rendelkezik. A helyzet ekkoriban igen előnyös volt számára: kifejlesztették a szovjet atomfegyvert, Mao Ce-tunggal formális szövetséget kötött, az északi vezető pedig gyors győzelmet ígért. Kimnek azonban nem sikerült rávennie Sztálint arra, hogy a Vörös Hadsereg is részt vegyen Korea egyesítésében; fegyveres segítség helyett a szovjetek haditechnika (páncélosok, nehéztüzérség és repülőgépek) átadásával, szakértőkkel és a csapatok kiképzésével működtek közre a küzdelemben. A konkrét támadás időpontja azonban több történész szerint a Szovjetuniót is meglepte.

## A háború

A háború alakulása:
Észak-koreai és kínai erők
Dél-koreai, amerikai és ENSZ erők

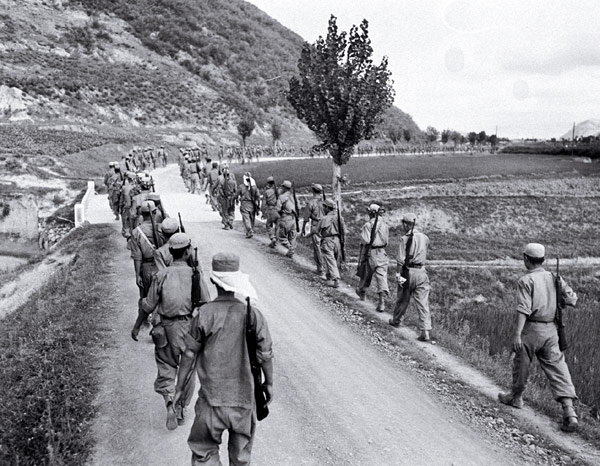
Dél-koreai katonák a puszani frontra tartanak 1950 nyarán

### Kitörése
1950. június 25-én hajnali négy órakor a Kim Ir Szen pártfőtitkár vezette Észak-Korea meglepetésszerű támadást indított Dél-Korea ellen, és csapatai gyors ütemben törtek előre, megfutamítva a déli erőket, június 29-re a fővárost, Szöult is bevéve. Észak-Koreában ugyanakkor a mai napig úgy tanítják: a déliek támadtak először, ők csak visszaverték. Ez annyiban igaz, hogy a korábbi határincidensek egy jelentős részét a déli erők kezdeményezték. Dél-Koreának a támadás idején 15 napi védekezésre elég készletei voltak, 98 000 katonájuk állt szemben észak kínai polgárháborúban sok tapasztalatot szerzett, jól felszerelt 135 000 fős haderejével. A támadás első napjaiban a fiatalokból álló Önkéntes Diákhadtest a Han folyó mentén bátran védekezve lassította az észak-koreai előrenyomulást.

### Az Egyesült Nemzetek válasza
Az ENSZ Biztonsági Tanácsa még a támadás napján összeült, amelyen a szovjet nagykövet nem vett részt, így az hamarosan elfogadta az amerikai határozati javaslatot a szabad világ védelmére. A szervezet 83. számú határozata agresszornak minősítette Észak-Koreát, felszólította csapatai visszavonására, ellenkező esetben szankciókat és fegyveres fellépést helyezve kilátásba. A szavazásnál Jugoszlávia tartózkodott, a Szovjetunió pedig abban az időben bojkottálta a BT üléseit, mivel ott Kínát állandó tagként a kínai polgárháborúban elszenvedett vereség miatt Tajvanra szorult Kínai Köztársaság, és nem a pekingi központú Kínai Népköztársaság képviselte. Két nappal később a BT felszólította tagállamait, hogy nyújtsanak fegyveres segítséget Dél-Koreának. A visszatérő Jakov Malik szovjet nagykövet alapokmányba ütközőnek minősítette a határozatot, de a fegyveres kontingens szervezését már nem tudta leállítani, erre pedig Sztálintól sem kapott utasítást.
Bár korábban a fegyveres harcot Koreában stratégiailag feleslegesnek nyilvánították, Truman elnök a második világháború előtt a diktatúráknak adott engedményeket alapul véve úgy gondolta, hogy egy győzelem csak felbátorítaná a szovjeteket, és végül totális háborúhoz vezetne. Ezért 1950. június 27-én az elnök – a nevéhez kötött Truman-doktrínának megfelelően – utasította az amerikai légierőt és haditengerészetet, hogy nyújtson segítséget Dél-Koreának, kezdetben az északi csapatok kiűzésében és a határok helyreállításában. Az ENSZ által felállított haderőbe 16 országból küldtek csapatokat, annak 90%-át azonban az Egyesült Államok (a háború egésze alatt 2,4 millió katona, de egyszerre legfeljebb 325 000 fő) és Dél-Korea adta. Rajtuk kívül 87 000 főt küldött közösen Nagy-Britannia, Ausztrália és Új-Zéland; Törökország egy dandárt; Thaiföld egy gyalogosezredet; Hollandia, Belgium, Luxemburg, Etiópia, Kolumbia, Görögország és a Fülöp-szigetek egy-egy gyalogoszászlóaljat, Dél-Afrika egy vadászszázadot és Kuba egy gyalogosszázadot. Ezen felül öt ország – Dánia, Olaszország, Norvégia, India és Svédország – küldött orvosi segítséget.
1950. november 3-án fogadta el a Közgyűlés a 377. számú határozatát (Egyesült Erővel a Békéért) 52:5 arányban, amelyben kimondták, hogy a béke megóvásában a Biztonsági Tanács szerepe elsődleges, de nem kizárólagos, és ha nem képes ellátni ezt a feladatot, a Közgyűlés rendkívüli ülésszakban meghozhatja a szükséges intézkedéseket. A Szovjetunió később beismerte, hogy maga is megsértette az alapokmányt az ENSZ BT üléseitől való távolmaradással, ám fennállása alatt mindvégig bírálta a Közgyűlés határozatát, amely szerinte illegális alapokmány-módosítás volt. Ezzel szemben ennek támogatói és maga az ENSZ is arra az álláspontra helyezkedett, hogy ez csupán értelmezése volt az alapokmánynak.

### Puszan és Incshon

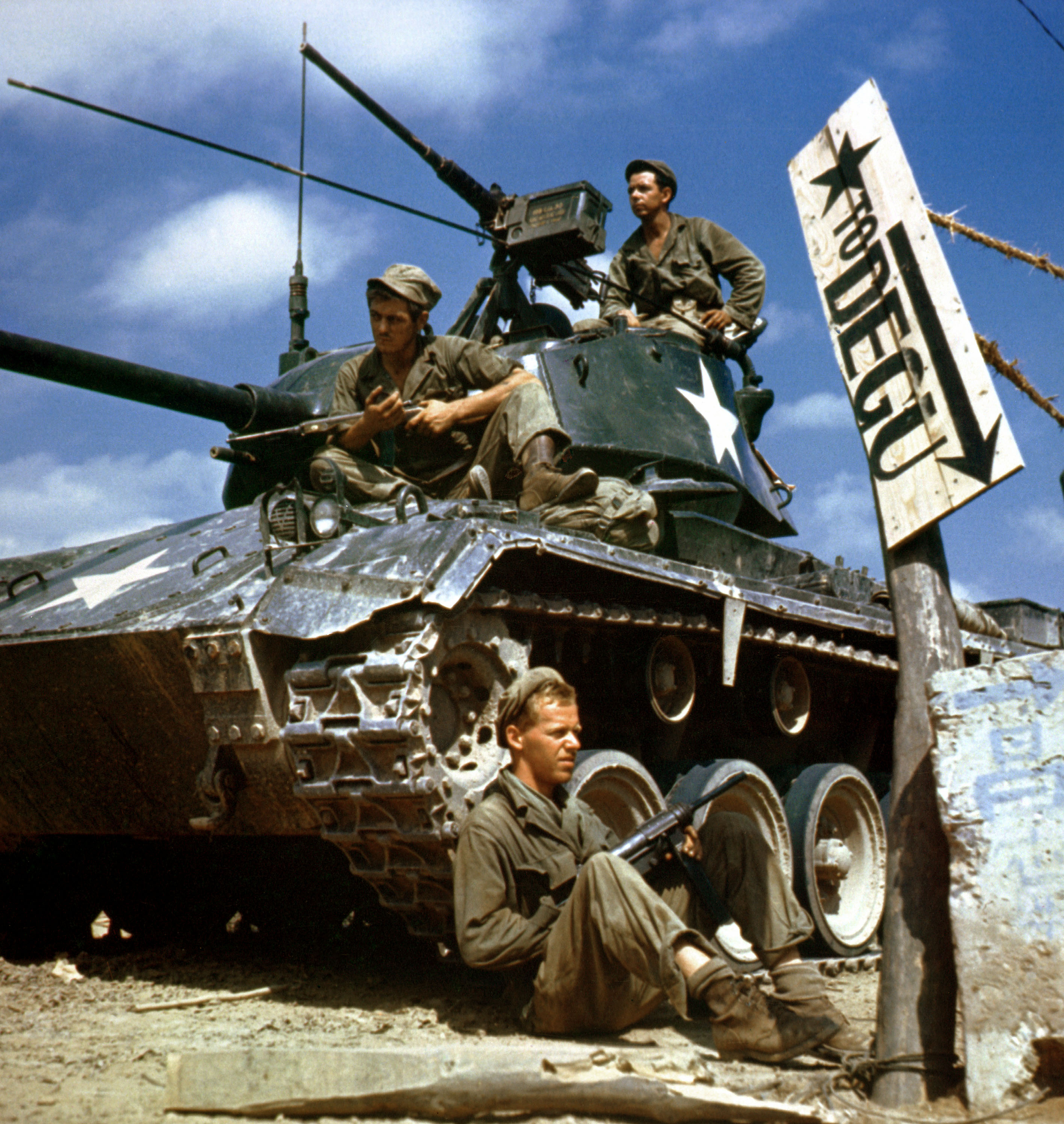
Egy amerikai M24 Chaffee legénysége a puszani hídfőnél 1950 augusztusában

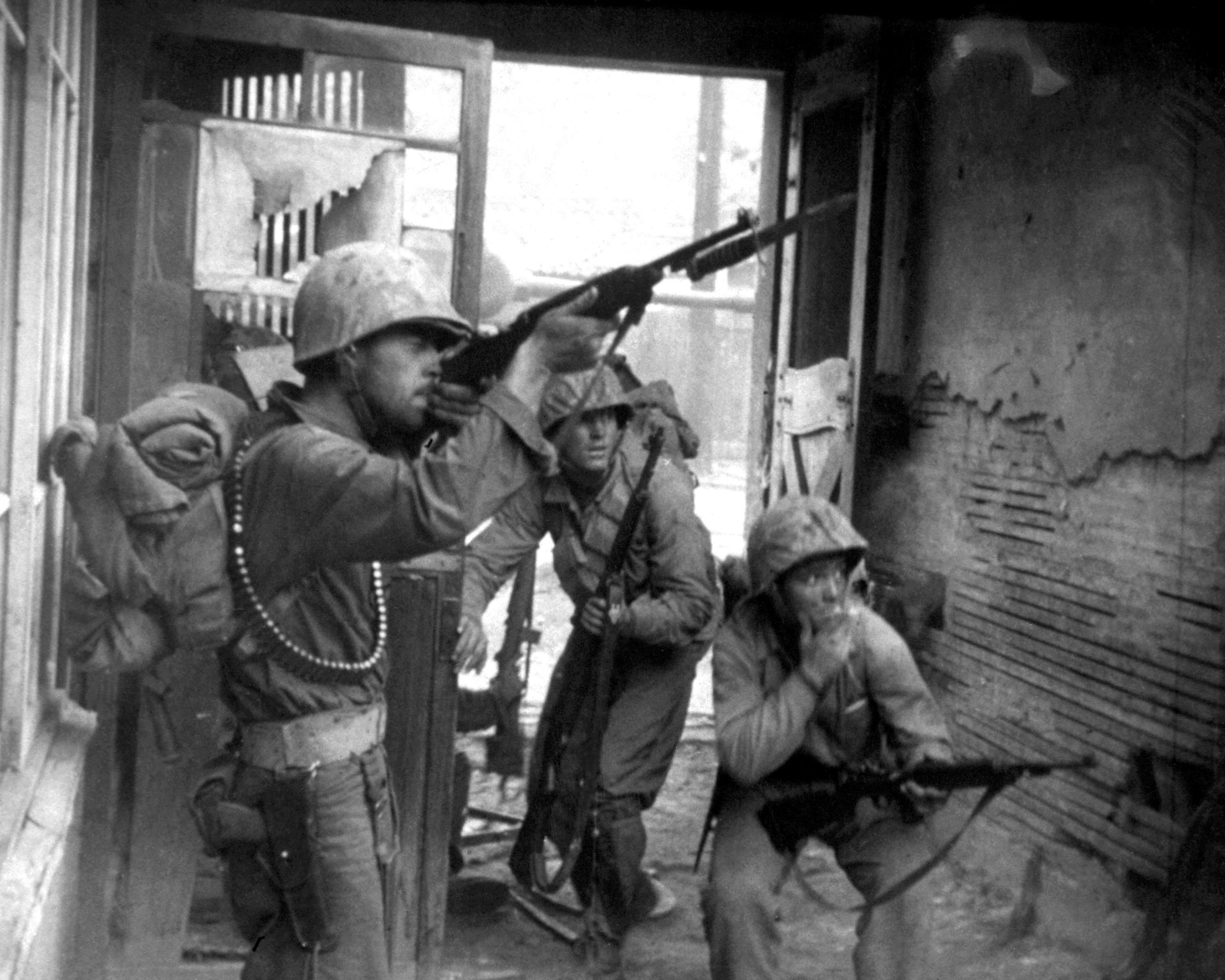
Amerikai tengerészgyalogosok Szöulban harcolnak

Az amerikai 8. hadsereg látta el a megszállási feladatokat Japánban, így ez az egység volt a legközelebb a konfliktushoz. A hadsereg azonban rosszul felszerelt volt, katonái pedig főleg fiatal újoncok, akik semmilyen háborús tapasztalattal nem rendelkeztek. Az első amerikai katonák július 1-jén érkeztek meg az országba. Az északiak július 5-én Oszannál egy kisebb amerikai erőt söpörtek félre, 20-án Tedzsonnál pedig ennél sokkal erősebb ellenállást küzdöttek le. Az északi csapatok 1950 szeptemberére szinte a teljes Koreai-félszigetet elfoglalták, csupán a délkeleti rész, Puszan városa és a környező terület (ún. puszani hídfő) maradt a déliek és a velük szövetséges haderők kezén.
A területért a csata még augusztus 1-jén kezdődött meg, mikor az amerikaiak felrobbantották a Naktongon átívelő utolsó ép hidat, és ezután a 200 kilométeres frontvonalat az amerikai 8. hadsereg és a dél-koreai erők sikeresen védték meg. Az északi vezetés elkövette azt a hibát, hogy csapatait a front egészén felvonultatta, ahelyett, hogy döntő áttörésre törekedett volna. Az amerikai légierő az északi utánpótlási vonalakra folyamatos csapásokat mért, a helyi parasztok pedig visszatartották az élelmet, emiatt csökkent a nyomás a fronton, és szeptember közepére az amerikaiakhoz került a kezdeményezés lehetősége. Időközben újabb és újabb erősítések érkeztek: a brit távol-keleti és nemzetközösségi flotta, két brit zászlóalj Hongkongból, egy dandár Angliából és egy ausztrál dandár Japánból, ezekhez később egy újabb brit és egy kanadai dandár, valamint új-zélandi erők is csatlakoztak, belőlük jött létre a nemzetközösségi hadosztály. Bár a brit hadvezetés kezdetben ellenezte szárazföldi csapatok küldését, a hadi helyzet romlásával a politikai előnyök nagyobbnak bizonyultak a katonai hátrányoknál.
Ekkor az ENSZ égisze alatt, szeptember 15-én MacArthur vezetésével két amerikai hadosztály, mintegy 50 000 katona szállt partra az északiak hátában, a félsziget közepe táján, Incshon kikötőjének térségében, és 11 napon belül visszafoglalták Szöult. A siker után nem sokkal az északi Vonszan kikötőjében is partra szálltak csapatok. Szeptember 16-án az amerikai és dél-koreai erők több irányba is kitörtek a puszani hídfőből, 26-án egyesültek a partra szállt amerikai erőkkel, így sok északi katonát csapdába ejtve délen. Szeptember 30-ra minden szervezett északi ellenállás megszűnt a félsziget déli részén. Az ENSZ ekkor felhatalmazást adott Douglas MacArthur tábornoknak észak megszállására.

### Kínai beavatkozás

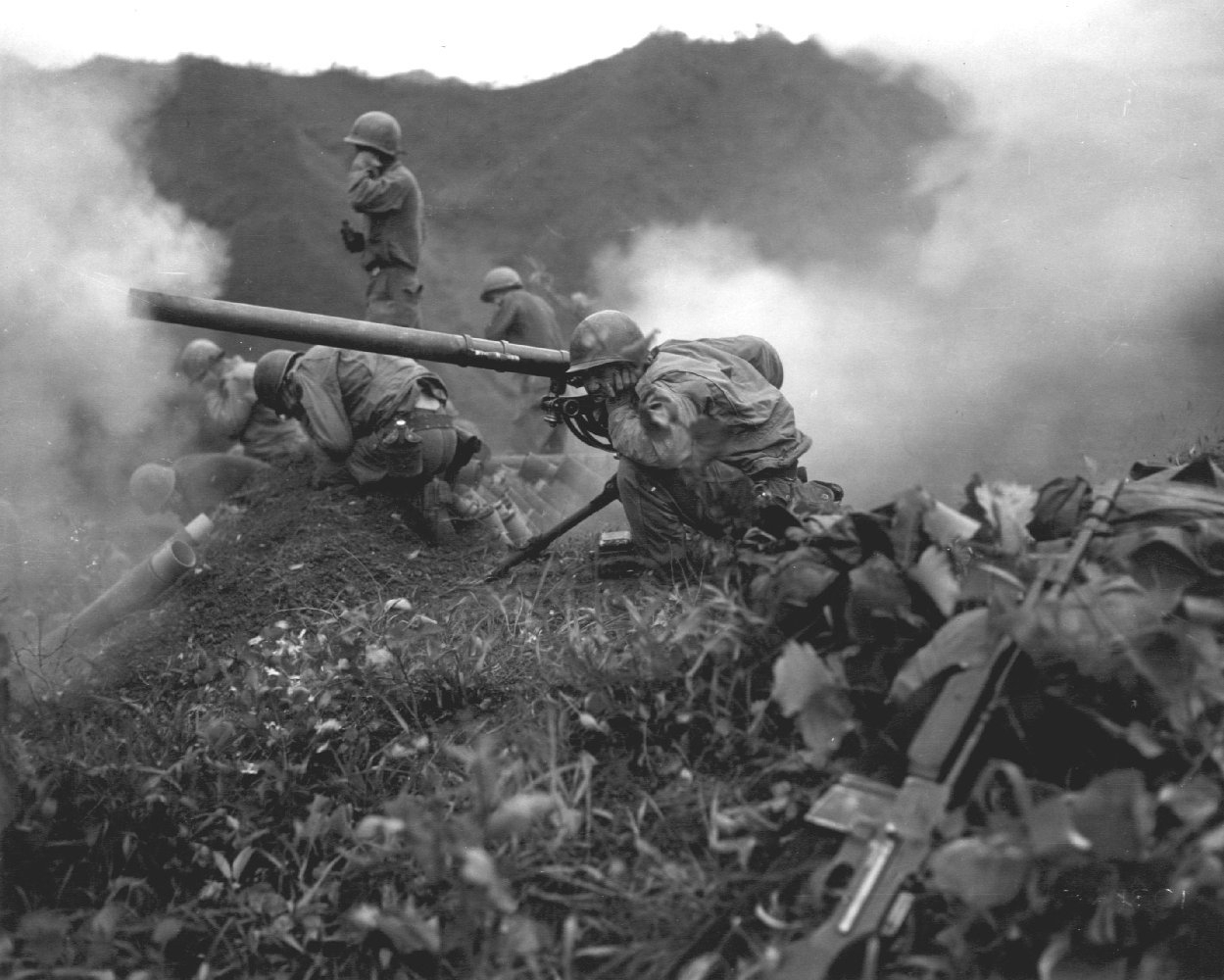
Amerikai katonák egy M20 hátrasiklás nélküli löveggel tüzelnek

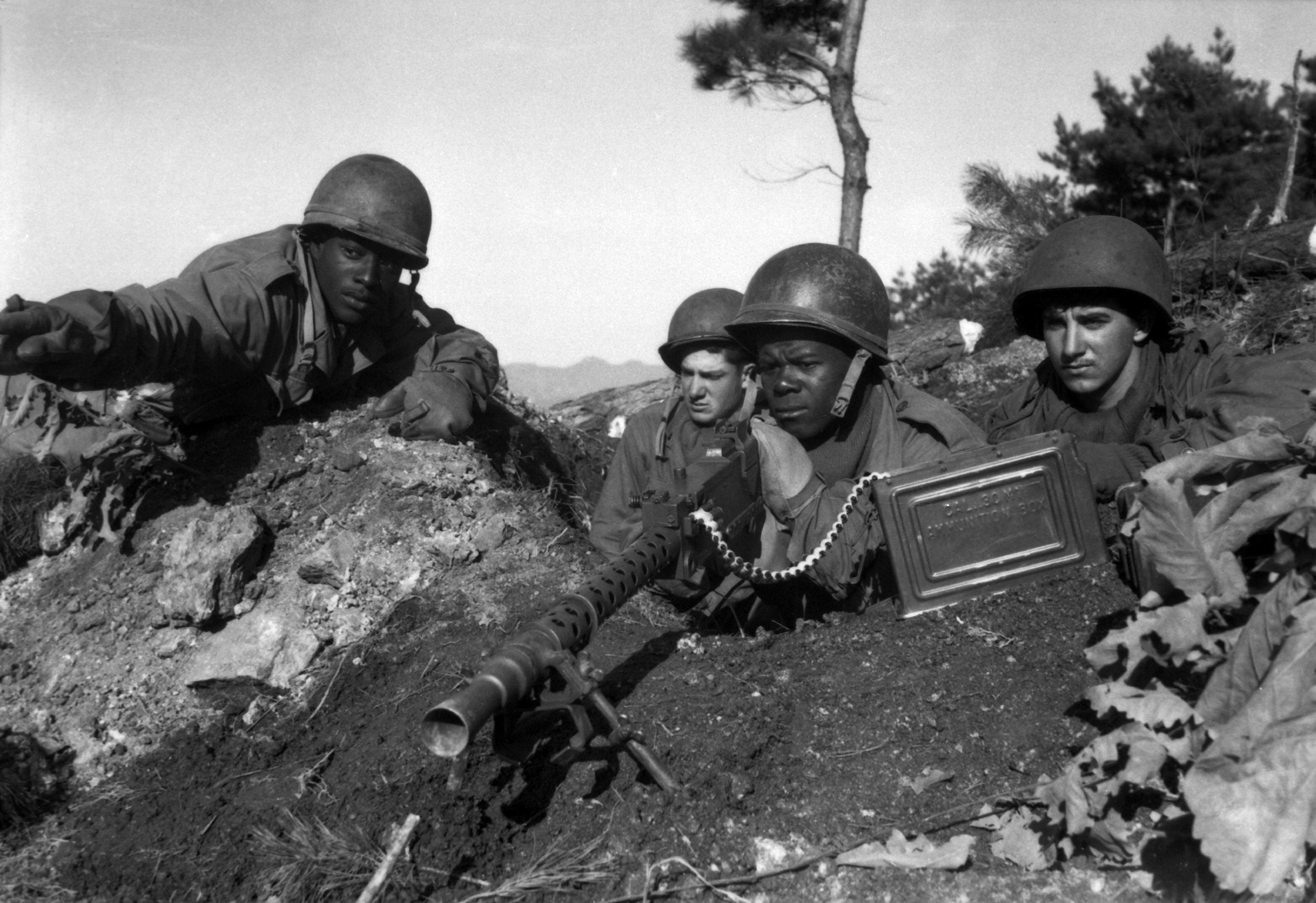
Amerikai gyalogság beásva a kínai határ közelében, 1950. november 20.

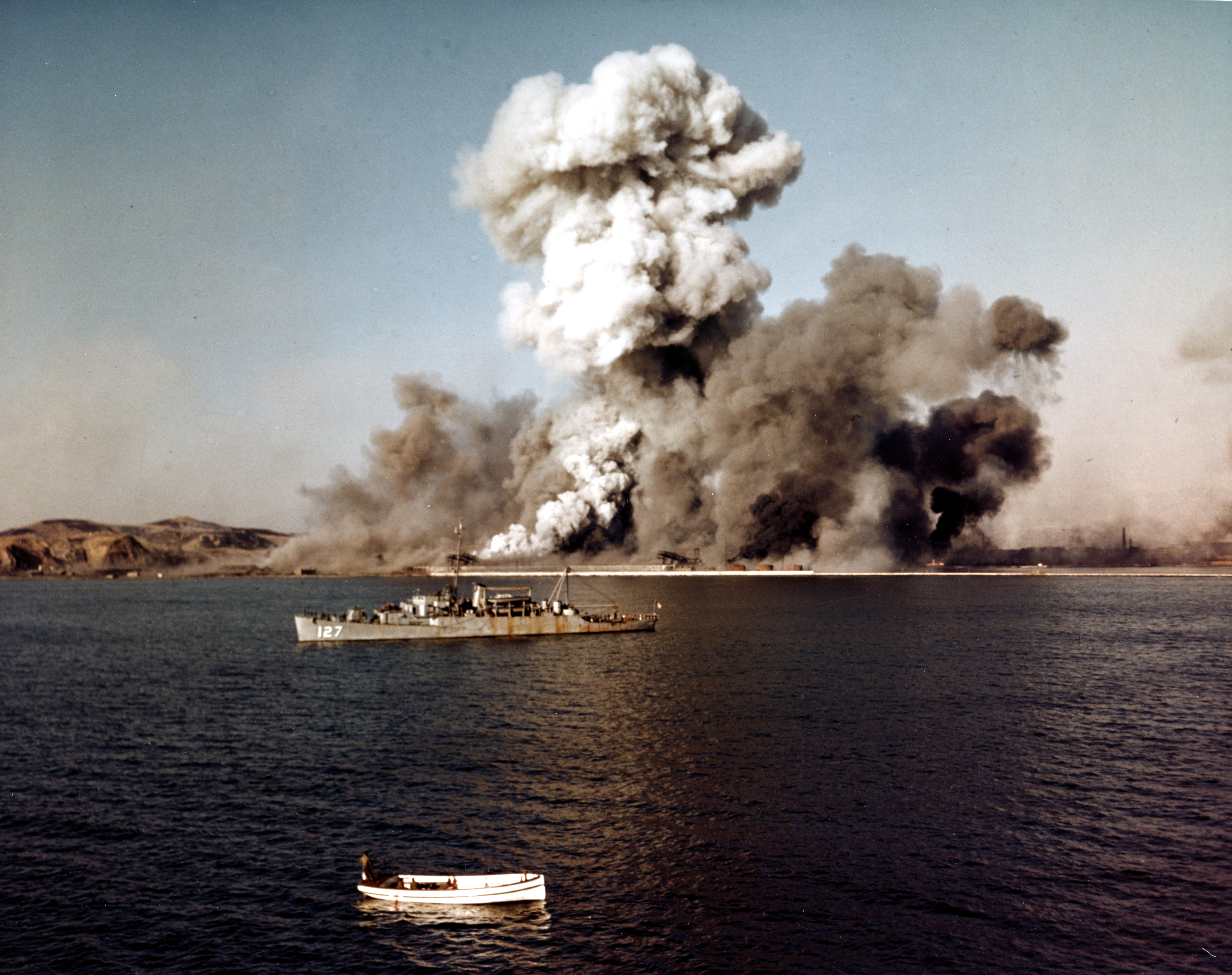
Az amerikai erők robbantással megsemmisítik a hátrahagyott létesítményeket és felszerelést Hungnamban 1950. december 24-én, a tengeri evakuáció utolsó napján

Az ENSZ erők október 19-én elfoglalták az északi állam fővárosát, Phenjant, miközben a déli erők keleten előretörve október 26-án elérték a kínai határt. Észak-Korea területe csupán két határ menti sávra csökkent, így sokak számára közelinek tűnt az ország összeomlása. MacArthur tábornok és Acheson külügyminiszter egyetértettek abban, hogy Kína nem fog beavatkozni, figyelmen kívül hagyva Csou En-laj kínai külügyminiszter figyelmeztetéseit. Kínában Mao Ce-tung már augusztus 10-én tárgyalt Molotov szovjet külügyminiszterrel a beavatkozásról, és a 38. szélességi fok átlépése után azonnal csapatokat akart küldeni. Az ENSZ képviselet ügye mellett az is felbőszítette, hogy a konfliktus kitörése után két nappal, június 27-én az Egyesült Államok a Tajvani-szoros védelmére vezényelte a 7. flottát, megakadályozva ezzel annak invázióját. Azonban a pártvezetés megosztott volt a kérdésben, és többek között Mao helyettese, Liu Sao-csi (Liu Shaoqi), a névleges katonai vezető, Csu Te (Zhu De) tábornok és Mao bizalmasa, Lin Piao (Lin Biao) – aki később a csapatok vezetését is visszautasította – is ellenezte azt. Sztálin igyekezett meggyőzni a kínai pártvezetőt, hogy együtt erősebbek a nyugati hatalmaknál főleg, hogy Németország és Japán teljesen fegyvertelenek. Mao számára nemcsak jó lehetőség volt ez, hogy támogatást csikarjon ki Sztálintól, de egyúttal a kínai polgárháború végén kapitulált Kuomintang (Guomindang) katonáktól is megszabadulhatott.
A kínai hadsereg már október 14-én titokban átkelt a Jalun, és október 25-én támadást indított az északnyugat-koreai Ondzsongnál, ahol legyőzték a dél-koreai erőket, majd Unszannál az amerikaiakat kényszerítették visszavonulásra, majd ezt követően felszívódtak. MacArthur, aki az északi határ átlépésekor még beleegyezett, hogy a kínai határ közelében csak dél-koreai erőket vet be, figyelmen kívül hagyta ezt, és utasította a légierőt a határ menti célpontok támadására, amit a Vezérkari Főnökök Egyesített Bizottságának kritikái ellenére is folytatott. November 24-én MacArthur elrendelte a végsőnek remélt offenzívát, de a másnap bekövetkező kínai intervenció miatt a támadás összeomlott. 1950. november 25-én Kína nyíltan is belépett a háborúba, névleg a „Népi Önkéntes Haderővel”, gyakorlatilag reguláris hadseregével (ekkor mintegy 450 000, a háború egésze során hárommillió katonával), és a maradék 65 000–75 000 fős észak-koreai sereggel egyesülve a határa felé közeledő amerikaiakat délre szorította.
Az amerikai közvélemény és politika a harmadik világháború bekövetkezésétől félt, MacArthur tábornok pedig azonnal atombomba bevetését kérte Truman elnöktől, aki ennek lehetőségét közölte a sajtóval. A Gallup felmérése szerint 52 százalék támogatta, míg 38 százalék ellenezte az atombomba bevetését a válaszadók közül. MacArthur december 9-én kért engedélyt, hogy saját belátása szerint vethesse a fegyvert be, december 24-én pedig egy huszonhat célpontból álló listát nyújtott be, valamint 4-4 atomtöltet készült az ellenséges szárazföldi erők és a kínai leszállópályák ellen bevetni, valamint 30-35 atombombával hozott volna létre radioaktív kobaltövet Mandzsúria határán, hogy „legalább hatvan évig nem lehetne Koreát északról a szárazföldön megtámadni”. Ezen kívül december során újabb 70 ezer amerikai és ENSZ katona, valamint mintegy 60 ezer tajvani kínai nacionalista katona bevonását indítványozta a konfliktusba, de ezt a kérését is elutasították.
Az amerikai katonák az utánpótlás összeomlása miatt éheztek és nem a hidegnek megfelelő ruházattal voltak ellátva, sok fegyverük befagyott, ezért nem tudták a kínai támadást feltartóztatni, és harcolva vonultak vissza a 38. szélességi fok felé. A legnagyobb harcok a Csangdzsin víztározónál alakultak ki. Az északkeleten rekedt erők Hungnamba vonultak vissza, ahonnan az amerikai flotta evakuálta őket délre. 1950. december 6-án az észak-koreai és kínai csapatok elfoglalták Phenjant, az amerikaiak pedig az eredeti határ közelében alakítottak ki védelmi állásokat. Ezzel véget ért a háború első szakasza, amit a gyors előretörések jellemeztek, és felőrlő állóháború alakult ki a 38. szélességi fok mentén. Peng Tö-huaj (Peng Dehuai) tábornok, a közös kínai–koreai parancsnok meg akart állni az eredeti határ mentén, mivel a csapatok rosszul felszereltek voltak, az utánpótlás a nyomasztó amerikai légi fölény miatt nehézkes volt (a lebombázott vasút helyett csak lóval szállíthattak), valamint a fagy, a nélkülözés és a harcok miatt már súlyos veszteségeket szenvedtek el. Mao azonban december 13-án utasította a határ átlépésére.

### Harcok a 38. szélességi fok mentén

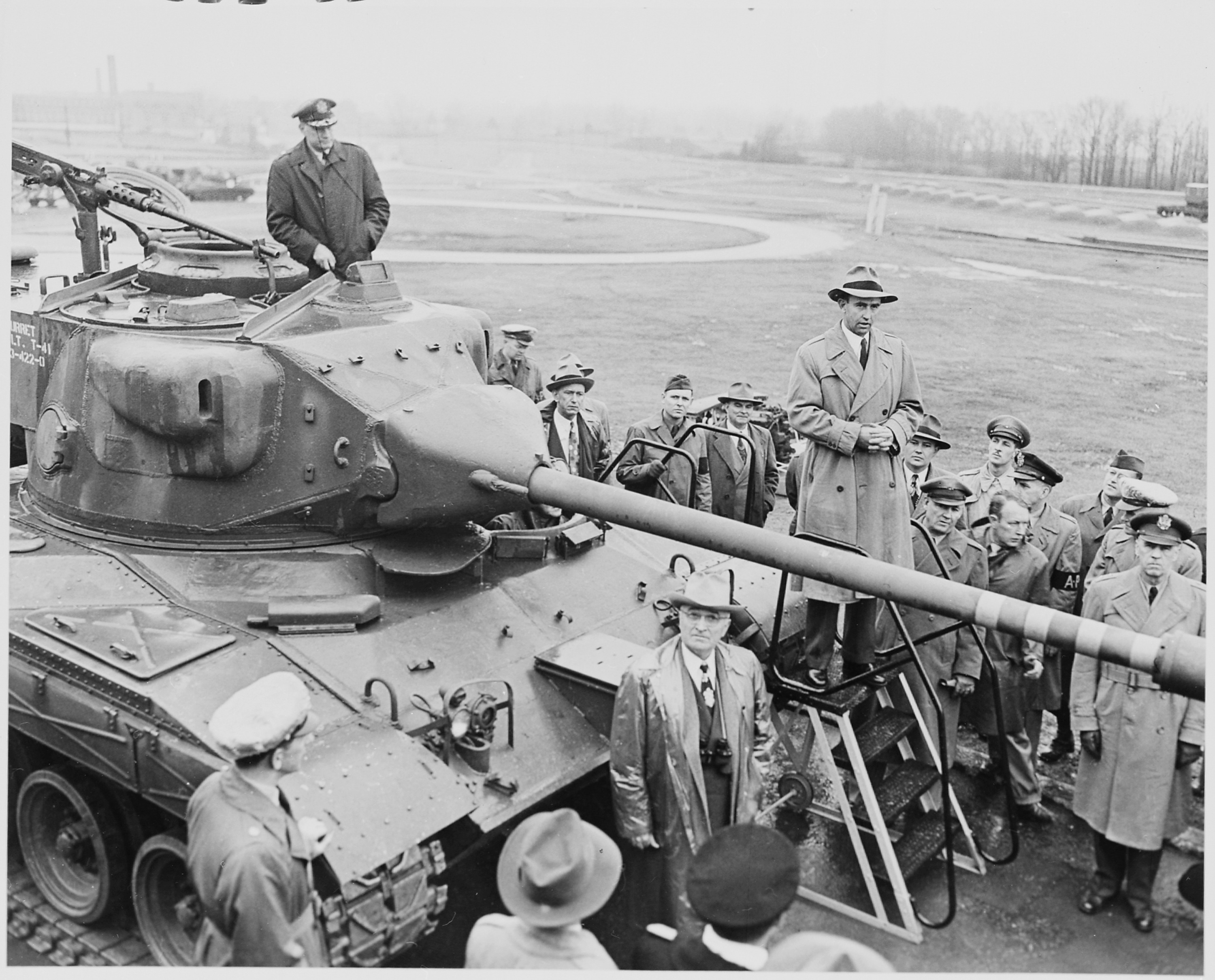
Truman elnök egy M41 könnyű harckocsi mellett 1951 februárjában, amelyet a koreai hadszíntéren vetettek be először

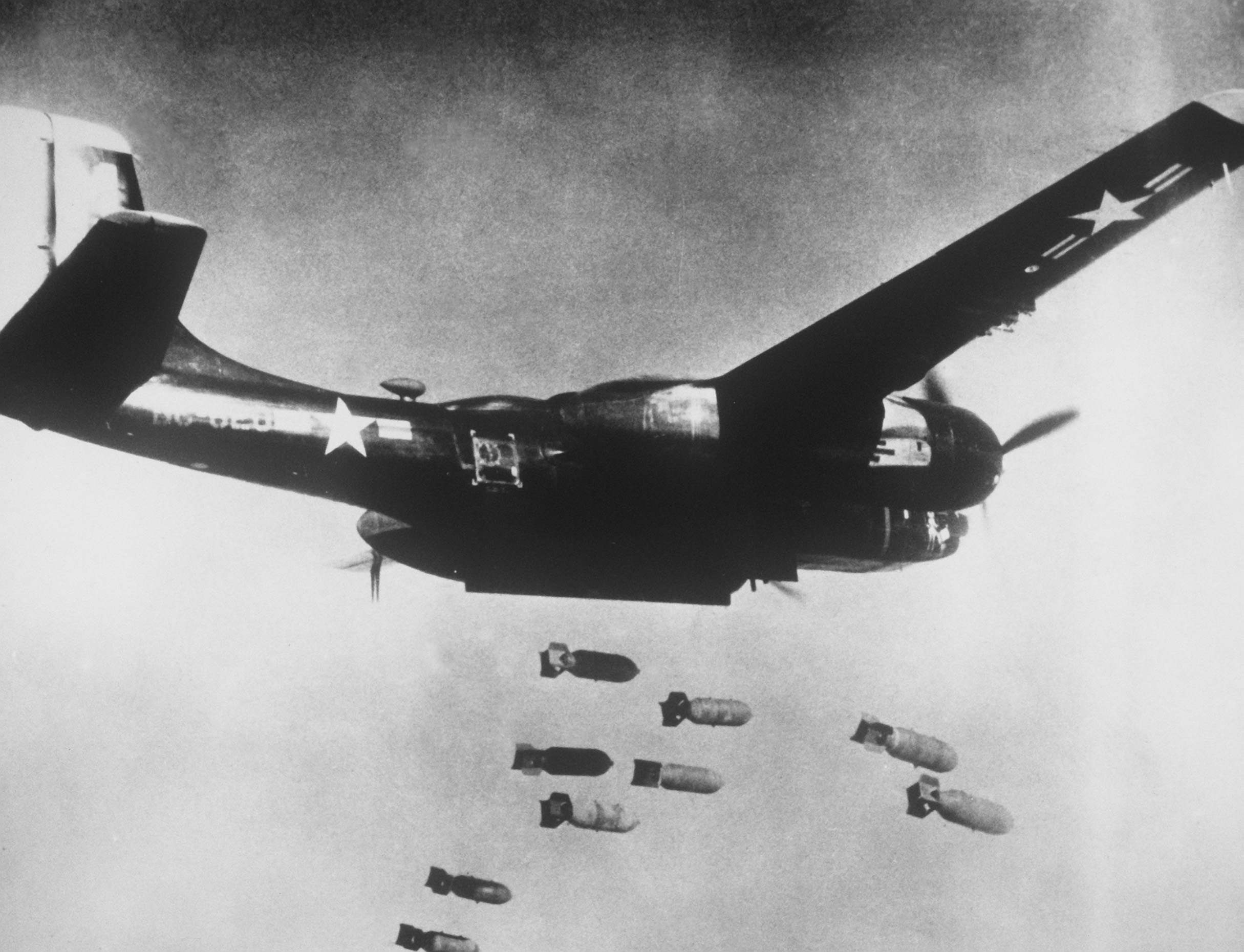
Az 5. légierőhöz tartozó A–26 Invader bombatámadást hajt végre Észak-Korea felett 1953-ban

Az 1951. január 1-jén indított offenzíva során az északi és kínai csapatok január 4-én ismételten elfoglalták Szöult, de január 15-ére az ENSZ erők stabilizálták a frontot a fővárostól 40 kilométerrel délre. Január 25-én óvatos ellentámadásba kezdtek, és február 11-én a kínai ellentámadást is sikerrel visszaverték. 1951 március 15-én az ENSZ haderő visszafoglalta Szöult, és a kimerült kommunista erőkkel szemben egészen április 21-ig folytatni tudta az előrenyomulást. Eddigre a kínaiak már 100 000 főnyi veszteséget szenvedtek el.
MacArthur március 10-én újból atomfegyverek bevetésére kért engedélyt, miután a szovjetek megerősítették légierejüket és Kína újabb csapatokat vont össze a határon. Március 24-én saját ultimátumot közölt Kínával, amiben megszégyenítéssel fenyegette őket, ezt Truman elnök dühe ellenére végül nem szankcionálta. Az elnök akkor döntött eltávolítása mellett, amikor Joseph William Martin republikánus képviselő felolvasta MacArthur levelét a Képviselőházban, amiben kiállt a kínai nacionalista csapatok bevetése mellett, és kijelentette, hogy a győzelem az egyetlen út. Truman tartott tőle, hogy a háború átterjedhet Kínára is, ami Omar Bradley tábornok szerint „rossz háború lenne, rossz helyen, rossz időben és a rossz ellenséggel”. Ezt követően, április 11-én a vezérkari főnökök egyetértésével Truman elnök leváltotta, és Matthew Ridgway tábornokot nevezte ki a helyére. Ez utóbb nagyon népszerűtlen döntésnek bizonyult, Truman népszerűsége az Egyesült Államokban az addig és azóta is példátlan 22%-ra esett vissza, míg MacArthurt hősként ünnepelték.
Április 22-én a kínaiak megindították az első tavaszi offenzívát, és sikeresen áttörték az ENSZ vonalait a centrumnál, arra kényszerítve őket, hogy egy délebbi állásba húzódjanak vissza. Az Imdzsin folyónál ellenálló brit 29. gyalogosdandár sikeresen késleltette a támadókat, utolsó katonáik csak április 25-én vonultak vissza, lehetőséget adva a 8. hadseregnek, hogy visszavonuljon a Szöultól északra korábban kiépített védelmi vonalhoz és rendezze sorait. A kínaiak – akiknél mindössze öt napra elegendő élelem volt – így nem tudták kihasználni az áttörés jelentette előnyt. Április 30-ára a támadás teljesen kifulladt, minden kísérletüket visszaverték, és a kudarc jelentősen demoralizálta őket. Ezért május 16-án a front másik szakaszán megindították a második tavaszi offenzívát, ami megint áttörést ért el, de az ENSZ haderő itt is hamar megállította a támadást. A két offenzívában az ENSZ erők 25 000, a kommunisták 85 000 főnyi veszteséget szenvedtek el. Ezt követően előbbiek kezdtek előrenyomulásba és június 10-re a 38. foktól mintegy 30-50 kilométerrel északra építettek ki állásokat az északiak fontos ellátó és kommunikációs pontja, az ún. „acélháromszög” (Phenjan–Cshorvon–Kangvon) mentén.
Az év júliusa során George F. Kennan amerikai diplomata és Malik szovjet ENSZ nagykövet beszélgetése közben fogalmazódott meg a fegyverszünet gondolata. Július 10-én kezdetét vették a fegyverszüneti tárgyalások a senki földjén található Keszongban. A delegáltak megegyeztek szinte valamennyi kérdésben, kivéve a hadifoglyok hazatelepítését. Míg Mao a teljes repatriálás pártján állt, az amerikaiak az önkéntes hazatérés pártján voltak, mivel emlékeztek még mi lett azoknak a németekkel kollaboráns hadifoglyoknak a sorsa, akiket átadtak Sztálinnak a második világháború után. A kínai foglyok többsége ugyanis egykori Kuomintang (Guomindang) katona volt. Kim Ir Szen a megegyezés pártján állt, mivel nem látta értelmét azért küzdeni, hogy „politikailag megbízhatatlan” embereket kapjanak vissza, Mao azonban nem engedett. A harcok intenzitása járőrözésre csökkent le, mikor azonban a tárgyalások augusztusra kudarcba fulladtak, az ENSZ folytatta offenzíváját és október 25-én újabb területeket szerzett meg, mikor a felek újra tárgyalóasztalhoz ültek Panmindzsonban. 1951 novemberére véget ért a háború második szakasza és patthelyzet állt be a front egészén.

### Patthelyzet

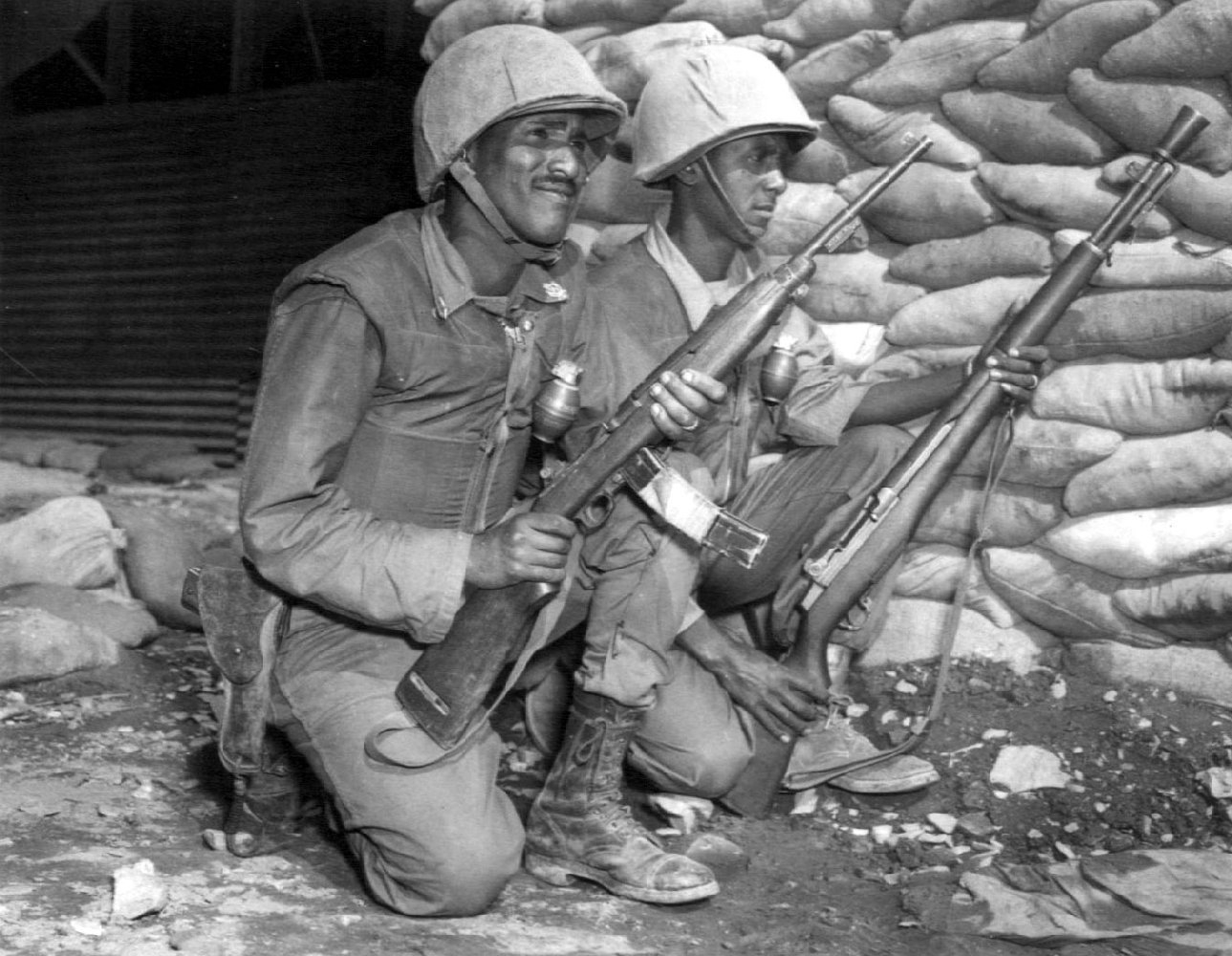
ENSZ zászló alatt harcoló etióp katonák M1 Garand puskával és M1 Carbine karabéllyal, 1953

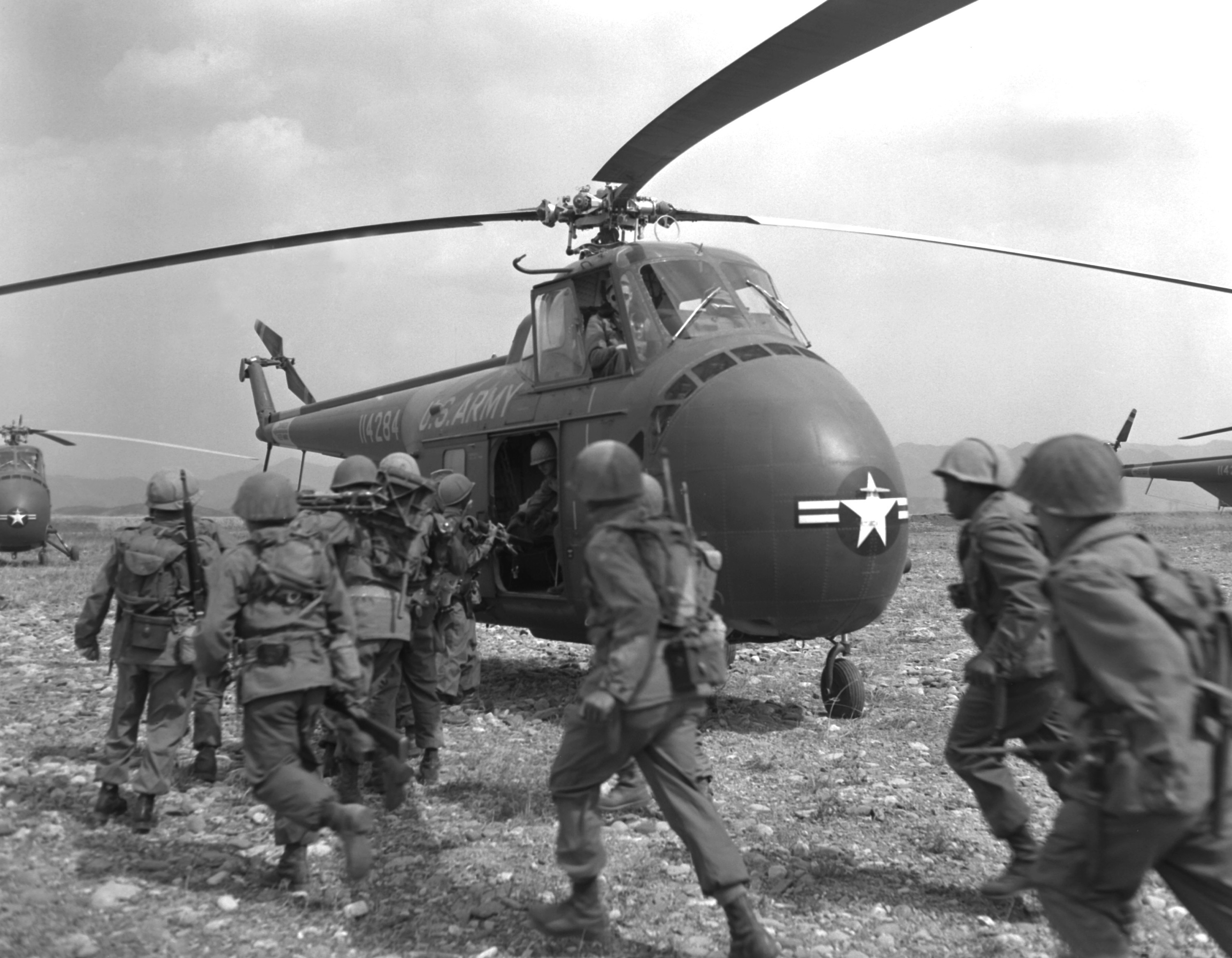
Amerikai Sikorsky H–19 helikopter 1953-ban

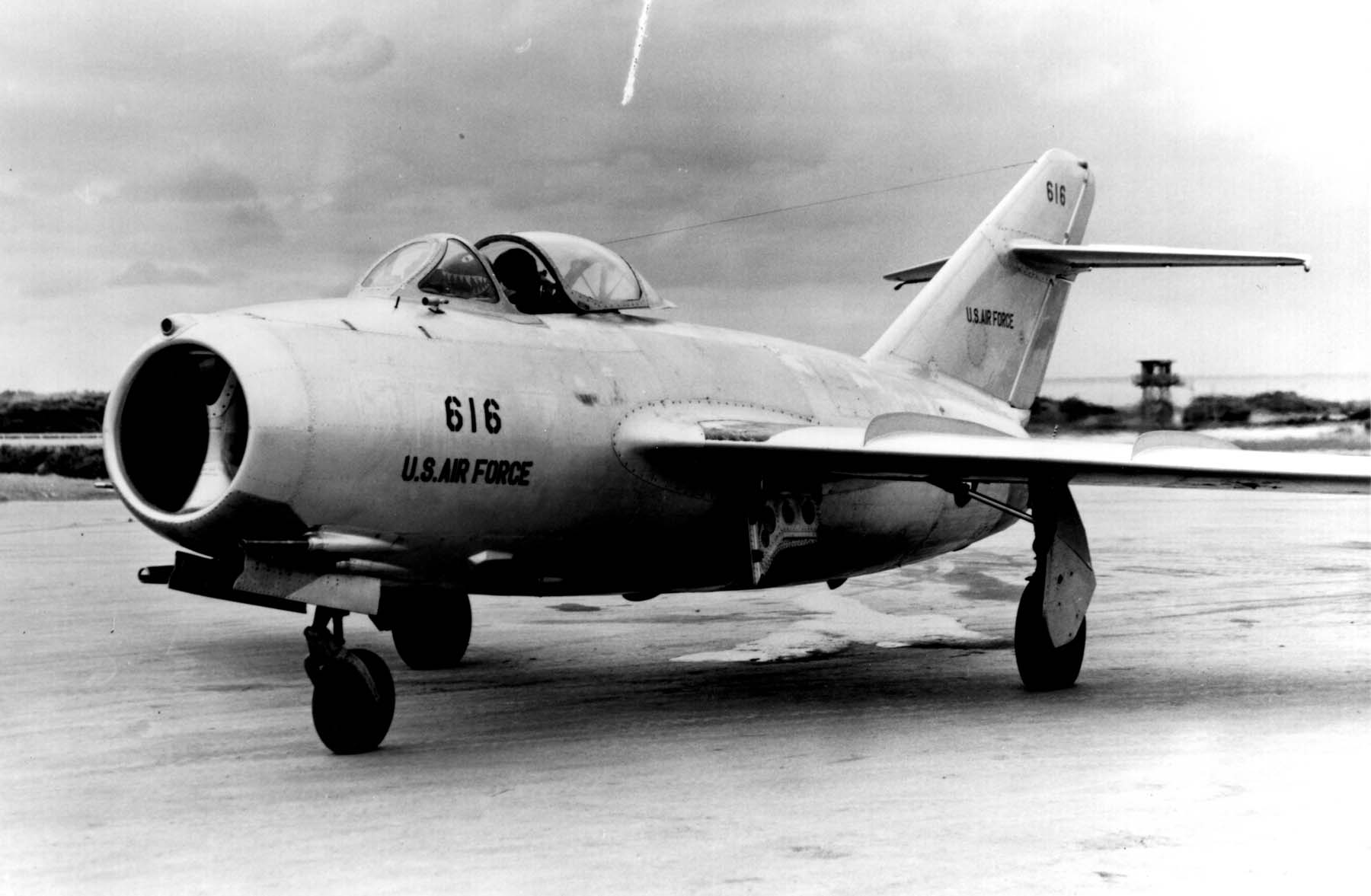
No Gumszok MiG–15 vadászgépe Okinaván

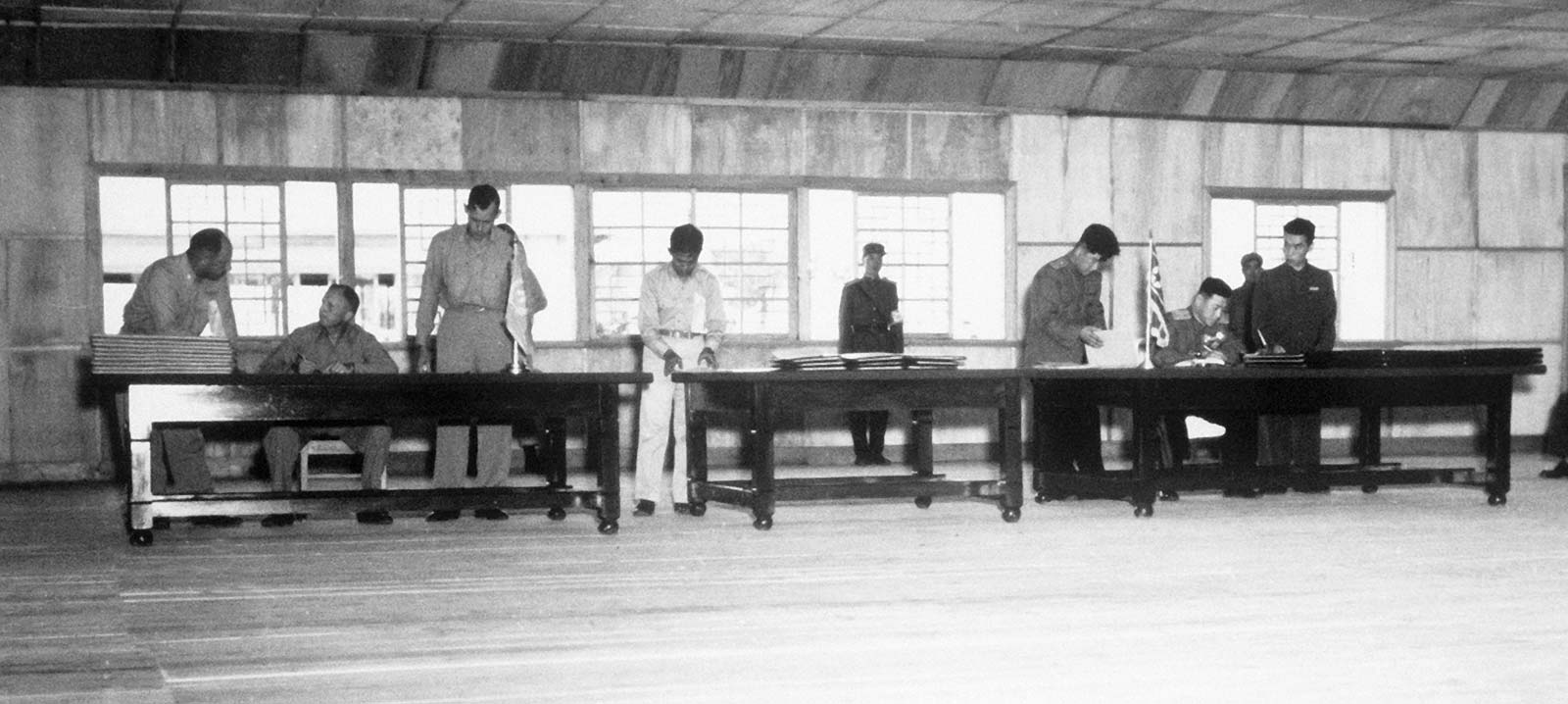
A küldöttek (William K. Harrison altábornagy és Nam Il tábornok) aláírják a panmindzsoni fegyverszünetet

A fegyverszüneti tárgyalások folytatódásával az ENSZ nem kezdett újabb nagyszabású offenzívába, hanem statikus védelmet épített ki az elfoglalt állások mentén, miközben a légierő folytatta az északi utánpótlási és kommunikációs vonalak bombázását, a haditengerészet pedig a kikötők ágyúzását. 1952 elejére Kim már véget szeretett volna vetni a háborúnak, Mao azonban hajthatatlan volt. Májusban a kínaiak agresszívabb akciókba kezdtek, júniusban pedig sikertelen támadást indítottak a front áttörésére. Júliusra olyan erős védelmi vonalak jöttek létre mindkét oldalon, hogy nagy veszteségek elszenvedése nélkül egyik fél sem kísérelhette meg azok megtámadását. A kínaiak az ezek mentén található erődített magaslatokat támadták meg, amiket aztán az ENSZ csapatok rendre visszafoglaltak. Ezt nevezték az „előőrsök csatájának”.
Eközben a levegőben is tovább folytak a harcok, és az amerikai légi fölénynek új kihívói akadtak: a kínaiak által épített szovjet MiG–15 sugárhajtású vadászgépek (J–2 típusjelöléssel), amelyek 1950 novemberében jobbnak bizonyultak az első generációs amerikai sugárhajtású gépeknél. A helyzet csak az F–86 Sabre gépek bevetésével változott meg. Ez volt a világ első olyan konfliktusa, ahol sugárhajtású gépek csaptak össze. Mivel az új szovjet gépek nem repültek az ENSZ erők ellenőrizte területek felé, 1953 áprilisában az ENSZ parancsnokság 100 000 dollárt ajánlott fel az első épségben leszállított MiG-ért, ám a háború ideje alatt nem tudták ezt elérni. Szeptember 21-én azonban No Gumszok északi hadnagy váratlanul földet ért gépével az egyik déli repülőtéren, így az amerikaiaknak végre lehetőségük nyílt megvizsgálni a gépet.
Az Egyesült Államok eddigre harminchétezer katonát és háromezer repülőgépet veszített a konfliktusban, és bár Truman 1951-ben 13,5 milliárdról 48,2 milliárdra emelte a katonai kiadásokat, mégis sokan úgy érezték, a veszteségeket nem tudják elég gyorsan pótolni. A háború támogatottsága ekkorra 33 százalékon állt, Dwight D. Eisenhower republikánus elnökjelölt kampányában a háború befejezését ígérte. 1953. január 20-i hivatalba lépése után nem sokkal, március 5-én meghalt Sztálin, de ő mégsem megbékélésre használta fel az alkalmat utódjával, Hruscsovval, hanem atomfegyver bevetésével és a konfliktus Kínára való kiterjesztésével fenyegetőzött. Úgy érvelt, hogy az atomfegyver bevetése olcsóbb, mint a konvencionális hadviselés folytatása, első célpontként pedig Keszongot jelölte meg.

### Tűzszünet
Március 5-én meghalt Sztálin, két hét múlva pedig a szovjet Minisztertanács felkérte Maót, hogy keressen megoldást a harcok beszüntetésére. Április 26-ától kezdve ennek megfelelően folytatódtak a panmindzsoni tárgyalások. Június folyamán folyt a fegyverszünet előkészítése, miközben egyre hevesebbé váltak a harcok, miközben a kínaiak megpróbálták nyugaton és a centrumban indított támadásokkal áttörni az ENSZ védvonalait. Egyre jobban zuhant a morál az ENSZ csapatoknál, és gyakoribbá váltak a dezertálások és az öncsonkítások. Végül július 27-én az Egyesült Államok, Kína és Észak-Korea küldöttei aláírták a panmindzsoni fegyverszünetet, amit azonban Dél-Korea nem fogadott el, mivel Li Szin Man az egységes Korea vezetője akart lenni. Végül azonban az amerikai gazdasági és katonai segítség ígéretének hatására beletörődött a dologba, és levélben üdvözölte a szerződés megkötését, valamint méltatta az amerikai hozzájárulást a koreai újjáépítéshez.
Az öt cikkből és hatvanként pontból álló tűzszüneti egyezmény a határvonalat a 38. szélességi foknál, az aktuális arcvonal mentén rögzítette, az ellenségeskedés beszüntetésére 12 órát, a csapatok visszavonására 72 órát állapított meg. A határ teljes hosszán létrehozta a koreai demilitarizált övezetet, így mindkét fél két-két kilométert visszavonult pozícióiból. Emellett létrehozták a magas rangú katonatisztekből álló ENSZ Katonai Fegyverszüneti Bizottságát a fegyverszünet felügyeletére. A demilitarizált övezeten kívüli ellenőrzésére hozták létre a Semleges Nemzetek Felügyelőbizottságát, amelyben négy semleges állam: Lengyelország, Csehszlovákia, Svédország és Svájc képviseltette magát.
A hadifoglyokra vonatkozóan végül az önkéntes repatriálásban egyeztek meg, ami augusztus 6-tól kezdődött meg. Az ENSZ által hadifogságban tartott 132 400 fő közül 70 000-ren döntöttek a hazatérés mellett. A 21 374 kínai hadifogoly mintegy kétharmada, 14 000 fő inkább Tajvant választotta a visszatérés helyett, akik pedig visszatértek, Mao élete végéig árulónak megbélyegezettként, nagy szenvedésben éltek, különösen a kulturális forradalom idején. Egyúttal északon maradásra kényszerítettek 60 000 dél-koreai hadifoglyot, akiket szétszórtak az országban. Huszonegy amerikai és egy skót döntött a Kínába távozás mellett. Ezt, az amerikai foglyokból kicsikart hamis vallomásokat és a magas halálozási rátát sokan kínai agymosás eredményének tudták be az Egyesült Államokban.

### Veszteségek

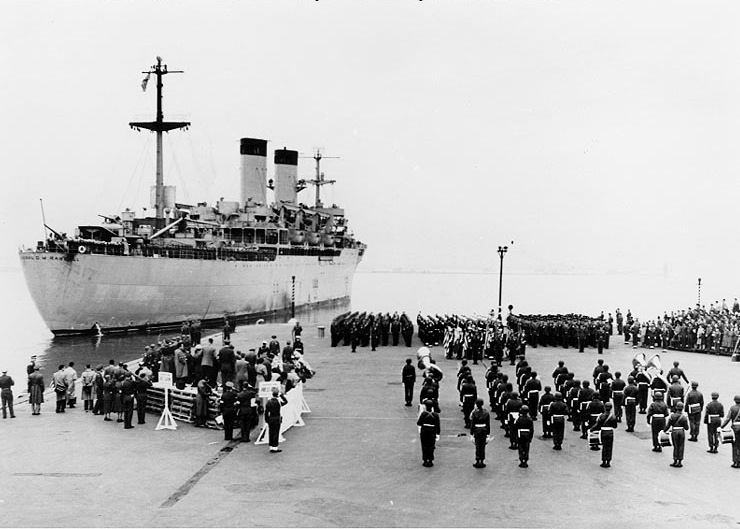
A háború első amerikai halottait hazaszállító hajó kifut Jokohama kikötőjéből

Az amerikai Védelmi Minisztérium adatai szerint az amerikai erők 33 686 főt veszítettek harcban és 2830 főt azon kívül. A harcban elhunytak közül 8615-en a kínaiakkal való első összecsapás idején, 1950. november 1-jén vesztették életüket. A britek vesztesége 1078 halott, 2674 sebesült és 1060 eltűnt vagy hadifogságba esett katona volt. Dél-Korea 373 599 civil és 137 899 katonai halottat tart számon. Nyugati források szerint a kínai „népi önkéntesek” kb. 400 000 halottat és 486 000 sebesültet, az észak-koreaiak 215 000 halottat, 303 000 sebesültet és 101 000 eltűntet vagy fogságba esettet tartanak számon. A kínai elesettek között volt Mao Ce-tung (Mao Zedong) első fia, Mao An-jing (Mao Anying) is, aki egy légitámadásban vesztette életét.
Mind észak, mind dél nagyon komoly károkat szenvedett el. A 30 milliós teljes népességből 3-4 millióan haltak meg, az ország városait és gazdaságát pedig szinte teljesen romba döntötték, általános volt a nyomor. A déli főváros, Szöul 80%-a lakhatatlanná vált, a bányák és textilüzemek 75%-a pedig súlyosan sérült a harcokban, az országban pedig mintegy 100 000 hadiárva maradt. Észak-Korea is súlyos veszteségeket szenvedett, néhol a felnőtt férfi lakosság egyharmada halt meg a harcokban, az országot pedig annyira lerombolták, hogy Dean Rusk külügyminiszter-helyettes azt mondta, „már nem volt mit bombázni”.

## Következmények

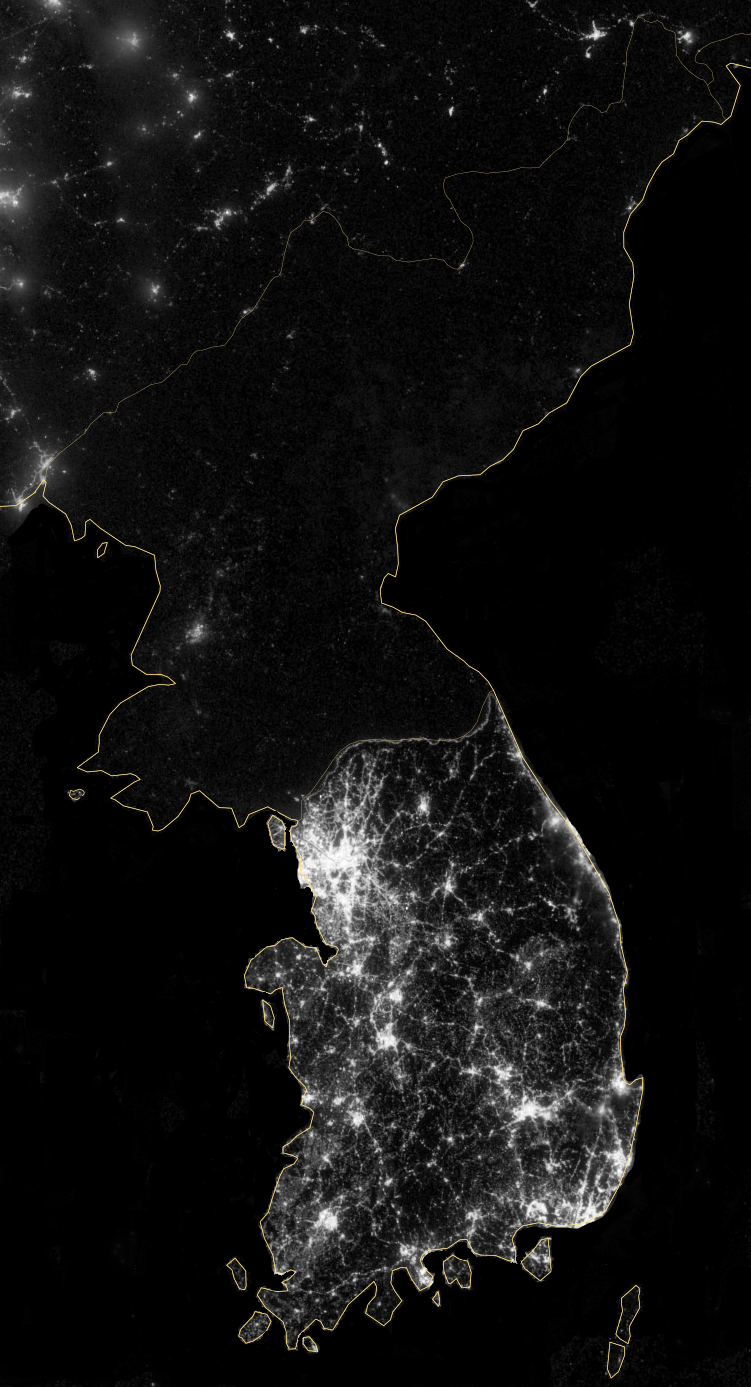
A Koreai-félsziget képe éjjel az űrből a NASA felvételén

Winston Churchill volt brit miniszterelnök úgy értékelte a háborút, hogy „Korea nem érdekes most. 74 éves koromig még csak nem is hallottam erről az átkozott helyről. A jelentősége abban áll, hogy újra elvezette Amerikát a fegyverkezéshez.” Az Egyesült Államokban a konfliktus végére évi 54 milliárdra nőttek a hadi kiadások, Kaliforniában pedig több százezren dolgoztak a repülőgépiparban és Los Angeles megyében a lakosság 55%-a a repülőgépgyártásban és védelmi szektorban dolgozott. Hasonló nagy arányú költségnövelésre került sor Nagy-Britanniában is, ahol a védelmi kiadások a duplájára nőttek.
A konfliktus a hidegháború első fegyveres összecsapása volt, és jelentősen hozzájárult a konfliktus kiéleződéséhez, egyúttal példája volt az elkövetkező korlátozott háborúknak, ahol a két szuperhatalom nem közvetlenül egymás ellen harcolt, egyikük sem törekedett a totális győzelemre, és következményeként az Egyesült Államok több ponton változtatott addigi politikáján. 1953. október 27-én védelmi szerződést kötöttek Dél-Koreával, ezzel bevonva az országot az amerikai védelmi rendszerbe. A Szovjetunió és Kína 1961. július 8-án és 11-én kötöttek hasonló egyezményeket Észak-Koreával.
Mindkét fél a saját győzelmét hirdette ki, ugyanakkor egyikük, illetve támogatóik sem érték el kitűzött céljaikat. A háború ugyanakkor előnyös volt Li Szin Man déli elnöknek és Csang Kaj-sek (Jiang Jiesi)nek, ugyanis rendszereik ennek köszönhetően fennmaradtak. Mao Kínája pedig jelentősen növelni tudta nemzetközi tekintélyét általa, ám Tajvan megszerzése most már elérhetetlenné vált. Az Egyesült Államok nem tudta elérni egész Korea egyesítését, és bár megakadályozta a kommunizmus terjedését, egyúttal jelentős veszteségeket is szenvedett. A Szovjetunió nem tudta kiiktatni Dél-Koreát, mint fenyegetést a hátsó udvarából, és egyúttal felgyorsult a Maóval való szakítás folyamata is.

### A két Korea a háború után

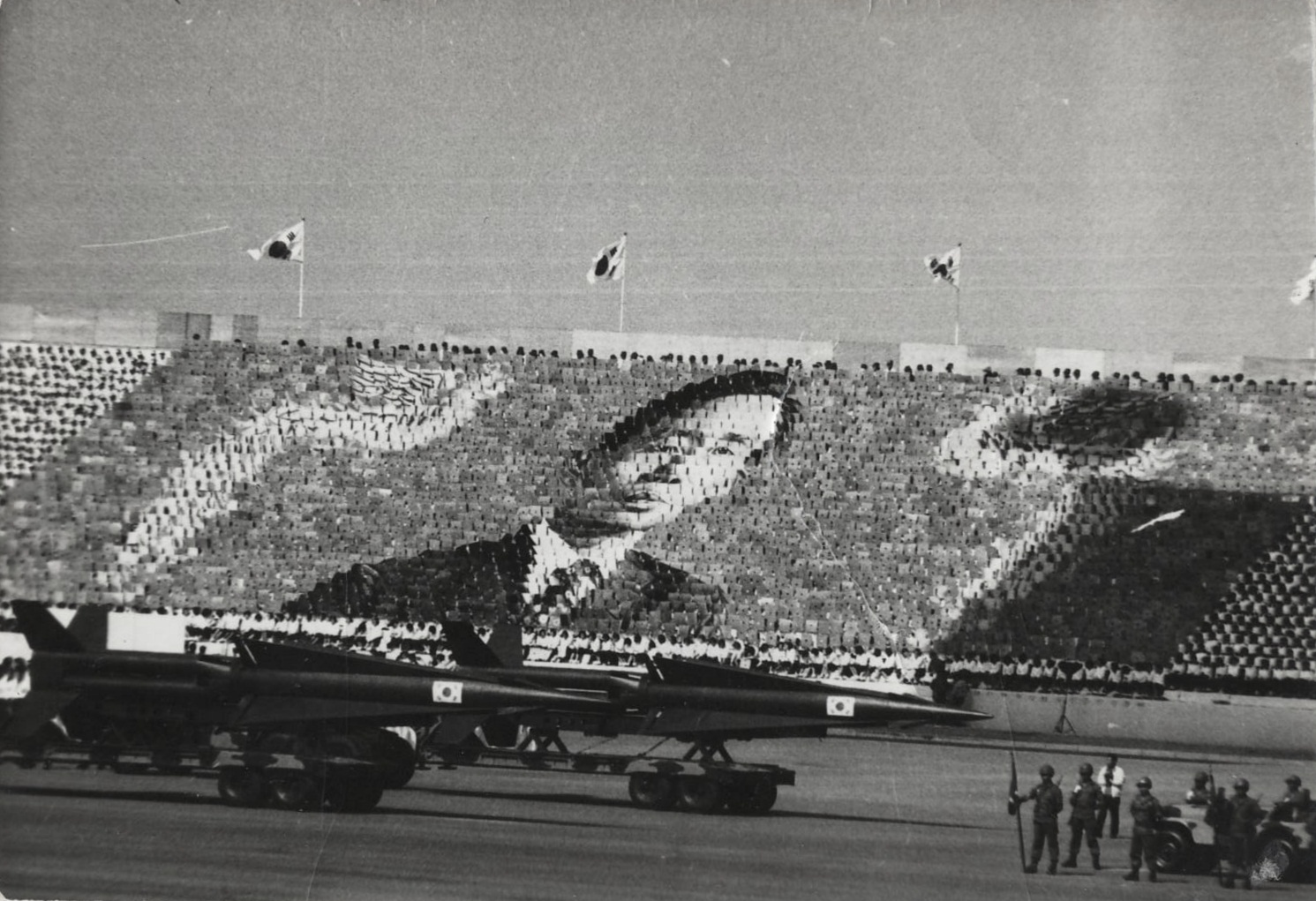
Dél-koreai csapatok felvonulása a koreai fegyveres erők napján, 1973. október 1-jén. A háttérben Pak Csong Hi elnök táblákból kirakott képe látható

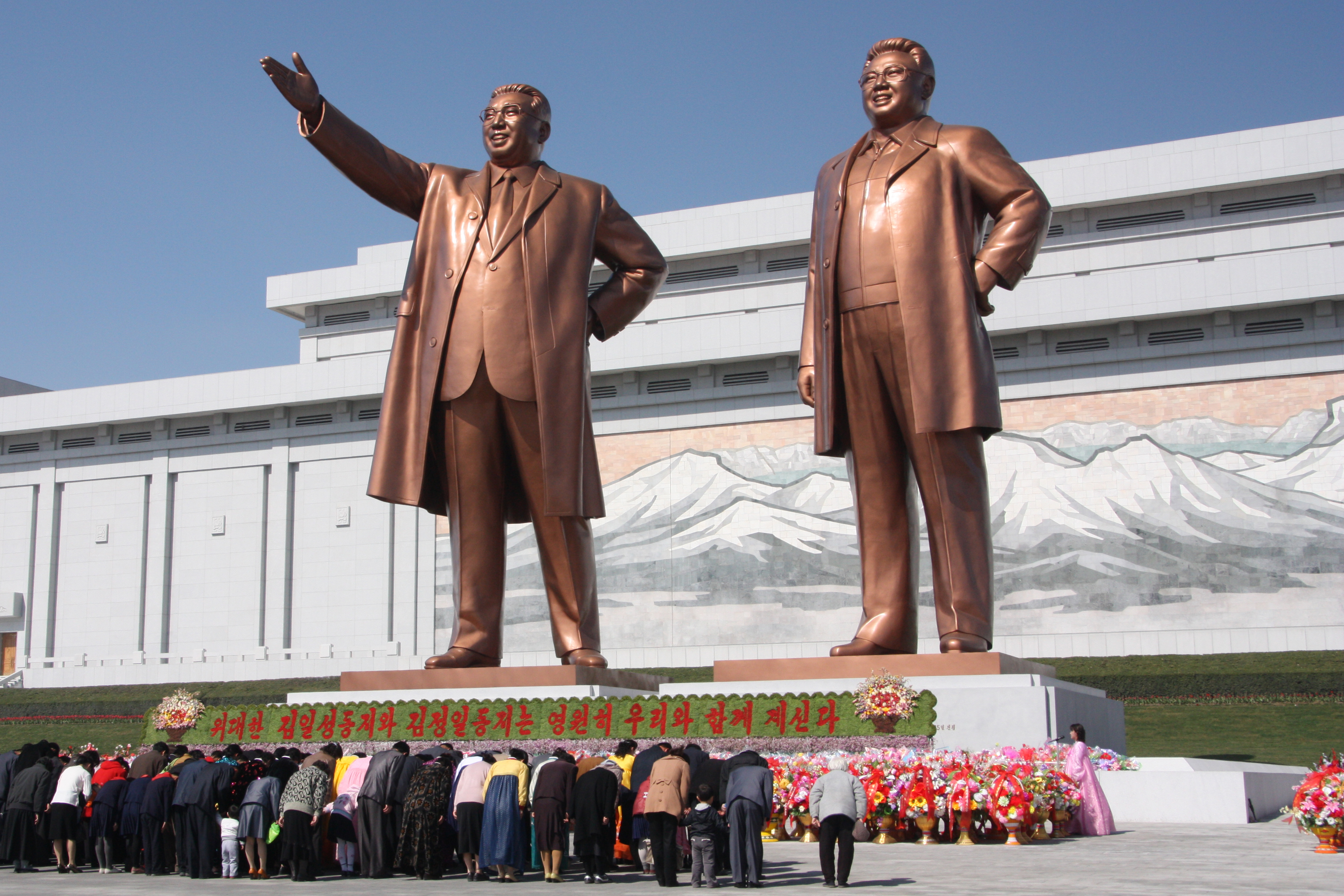
Észak-koreaiak csoportja fejet hajt Kim Ir Szen és utódja, Kim Dzsongil szobra előtt, 2012

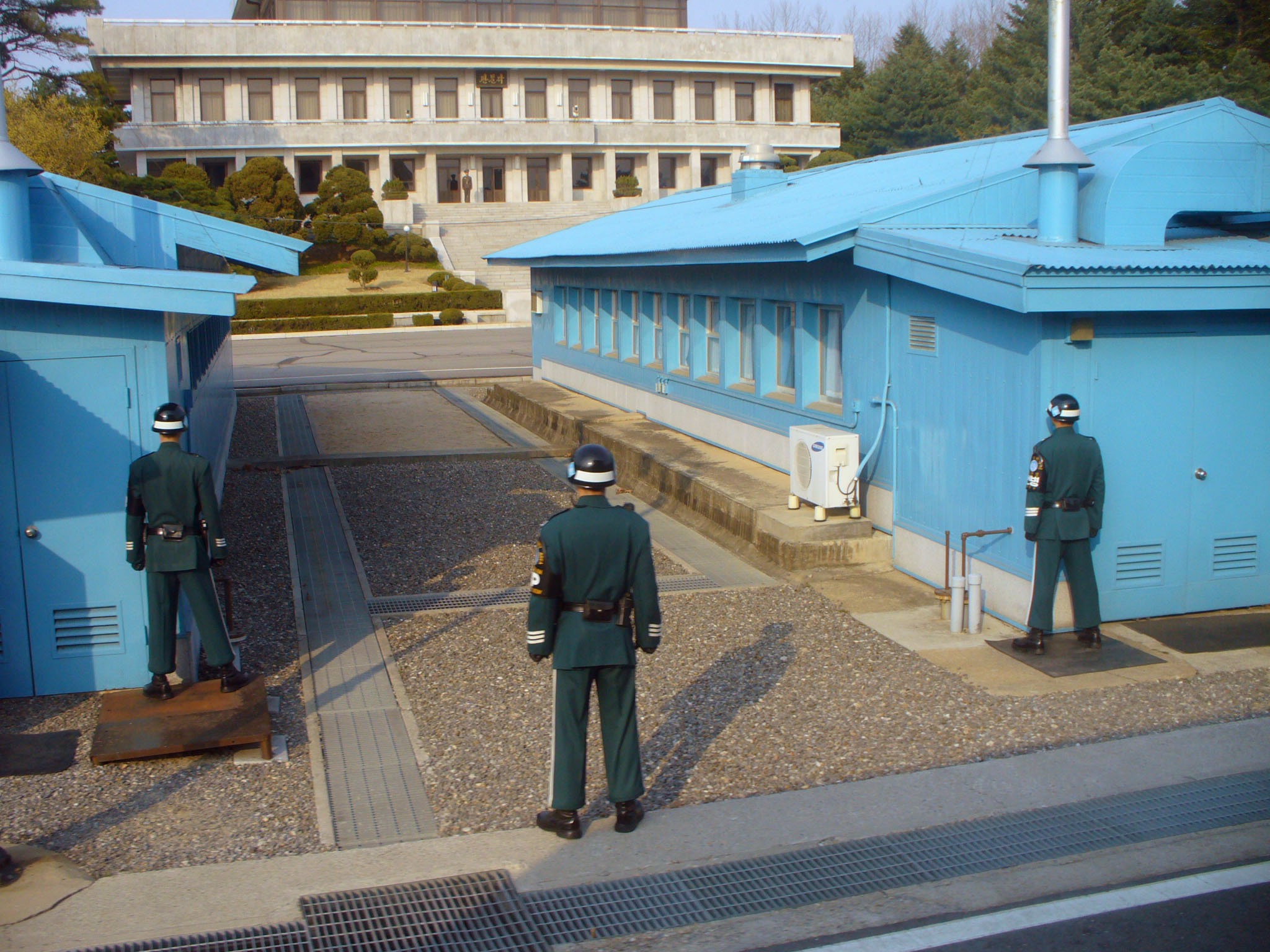
Három dél-koreai katona a Panmindzsonnál húzódó demilitarizált övezet határvonalnál őrködik, a háttérben egy északi katona

Dél-Koreában ezt követően évtizedeken keresztül diktatúrák váltották egymást. Li rendszere 1960-ban, az áprilisi forradalom miatt bukott meg, mikor a rendőrség az újraválasztása ellen tüntetők közé lőtt és 142 embert megölt. Rövid életű demokratikus átmenet után Pak Csong Hi 1961-ben a május 16-i puccsal ragadta magához a hatalmat, mivel a hadsereg kommunista sikertől félt egy választáson. Pak uralma idején a baloldaliak ismételt üldözésnek voltak kitéve, több ezer politikust, tisztet és hivatalnokot távolítottak el állásából, újságokat tiltottak be. Ez azonban a gazdasági fellendülés időszaka is volt, megjelentek csebolok és jelentősen fejlődött az ország. A vezetés 1965-ben katonákat küldött a vietnámi háborúba, aminek során jelentős katonai fejlesztési segélyt kapott az Egyesült Államoktól, a GNP pedig ötszörösére nőtt.
Pakot saját titkosszolgálatának vezetője, Kim Dzsegju lőtte le 1979-ben, és hamarosan Cson Duhvan követte őt az elnöki poszton. 1980. május 18-án kitört a kvangdzsui felkelés, amelynek célja a demokrácia kikövetelése volt. A hadsereg különleges egységeinek bevetése során mintegy ezren haltak meg. Utódja, az 1988-ban az ellenzék megosztottsága miatt 36 százalékkal megválasztott No Theu szintén katonai múlttal rendelkezett, de liberálisabb hozzáállása végül elvezetett oda, hogy 1993-ban megválasztották az első civil politikust, Kim Jongszamot államelnöknek. Végül 1998-ban megválasztották Kim Dedzsungot, aki Pak óta az ellenzék meghatározó alakja volt, és 2000-ben megkapta a Nobel-békedíjat békés észak-koreai politikája miatt. Az ország jelentős fejlődésen ment keresztül ezekben az évtizedekben, és míg 1957-ben alacsonyabb GDP-je volt, mint Ghánának, addig 2010-ben világviszonylatban a 13. helyen volt.
Észak-Korea a háború után a kínai és szovjet segélyeknek köszönhetően Japán után a kelet-ázsiai térség egyik legiparosodottabb államának számított, ám ez volt az az időszak is, amikor Kim Ir Szen kiterjesztette saját hatalmát az egész társadalomra, létrehozva a szongbunt és később a dzsucse eszméjét is. Az országban kínai típusú földreformot hajtottak végre, de velük szemben nem hoztak létre népi kommunákat. Hogy a személyi kultuszt zavartalanul kiépíthesse, a nála sokkal népszerűbb Pak Honjongot koholt vádakkal elítéltette és kivégeztette 1955-ben. 1972-ben Kim lett az állam örökös elnöke, de megtartotta főtitkári pozícióját a Koreai Munkapártban és saját fiát, Kim Dzsongilt jelölte ki utódjául, aki 1994-ben követte őt a hatalom élén. Mivel uralma birodalmi jelleget viselt magán, ezért elterjedt családjára a Kim-dinasztia megnevezés. Az ország közben fokozatosan elszegényedett és 1995–1999 között hivatalos adatok szerint mintegy 220 000-ren haltak éhen, miközben a kormányzat atomfegyvert fejlesztett. A két Korea eltérő fejlődésének egyik fő oka, hogy míg észak a teljes önellátás politikáját hirdette, addig délen Pak Csong Hi elnöksége ideje alatt és azt követően integrálták az országot a világgazdaságba.

### Határincidensek és béketörekvések

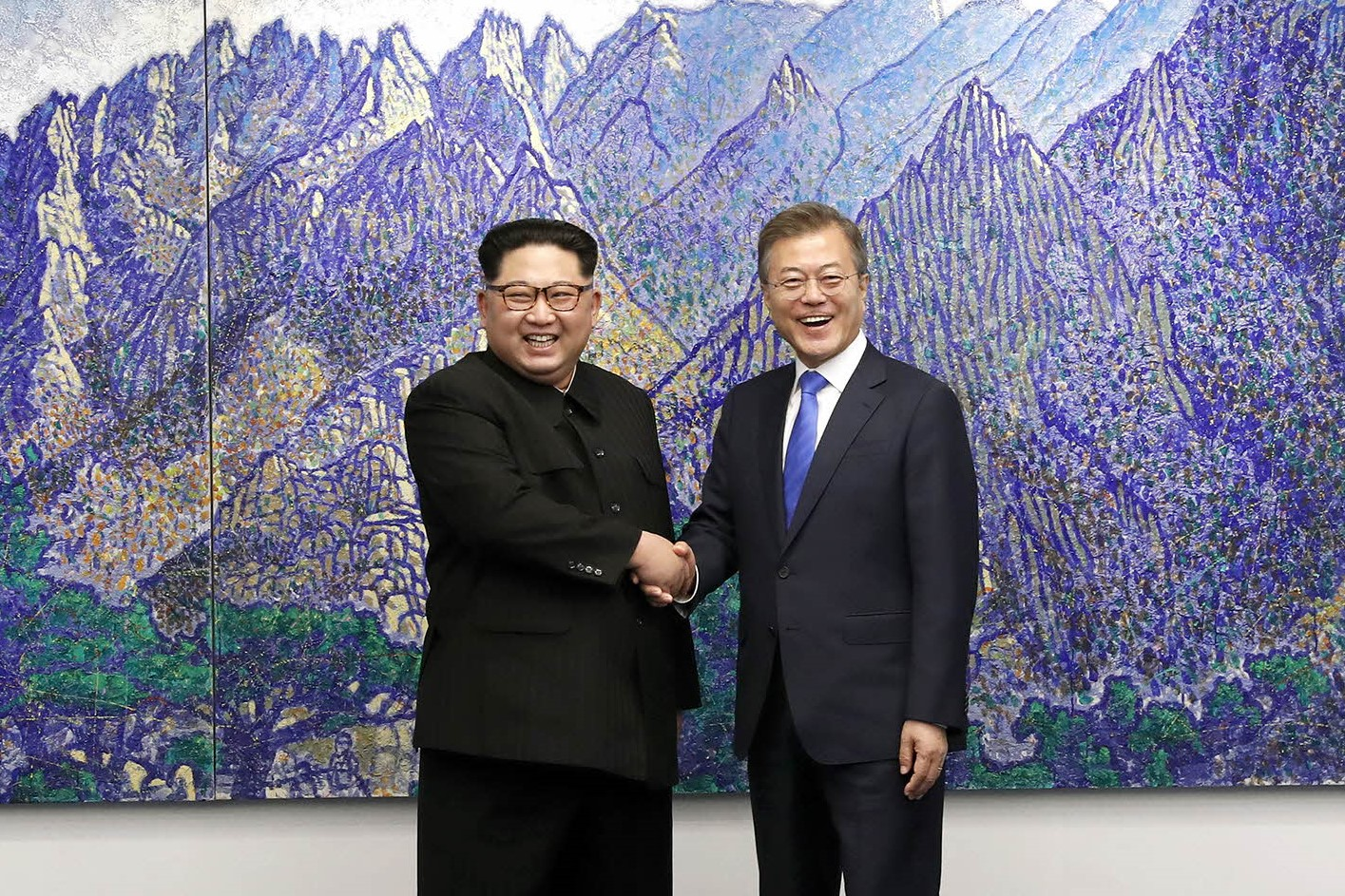
Kim és Mun találkozója

Békét a felek az 1953-as tűzszünet óta sem kötöttek, így jogilag máig tart a háború. A határ mentén gyakoriak voltak az incidensek az elkövetkező években. 1966–1969 között alacsony intenzitású fegyveres konfliktusra került sor a demilitarizált övezetben, amit gyakran neveznek második koreai háborúnak is. Ennek első évében 42 amerikai és dél-koreai halottja volt, ami a következő évben háromszázra nőtt, ám a párhuzamos vietnámi háború miatt egyáltalán nem kapott publicitást. 1968 januárjában egy észak-koreai különleges egység támadást hajtott végre a Kék Ház ellen, és megkísérelte megölni Pak Csong Hi elnököt, hogy forradalmat robbantsanak ki, ám idejekorán lebuktak, így az akció meghiúsult, a lövöldözésben több tucatnyian haltak meg.
1975 áprilisában, az észak-vietnámi győzelmen felbátorodva, Kim Ir Szen Mao segítségét kérte Dél-Korea ismételt lerohanásához, ám a kérését elutasították. A leghírhedtebb eset a baltás gyilkosság incidens volt 1976. augusztus 18-án, amikor amerikai tisztek dél-koreai munkásokkal próbáltak meg a demilitarizált övezetben egy kilátást zavaró fát kivágni, mire északiak megtámadták őket és két amerikai tisztet baltával meggyilkoltak. Az eset végül Kim bocsánatkérésével zárult. 1974–78 között az ENSZ erők három titkos alagutat találtak, amelyeket az északiak a demilitarizált övezeten való átszivárgásra használtak fel. A negyediket 1990-ben találták meg. 1983-ban észak-koreai ügynökök ismét megpróbálták meggyilkolni a déli vezetést. A ranguni bombamerényletben több miniszter meghalt, ám Cson Duhvan elnök megmenekült.
A két Korea kapcsolatában a hidegháború lezárását követő évtizedben került sor enyhülésre, az északi fél 1994-től kezdve igyekezett a kapcsolatokat normalizálni, mivel nagy szüksége volt Dél-Korea és a világ többi részének gazdasági támogatására. Ennek érdekében ebben az évben leállította atomprogramját, de miután ez nem vezetett eredményre, 1998-ban nagy hatótávolságú rakétatesztet tartottak, ám az Egyesült Államok az újabb találkozó ellenére továbbra sem enyhített szankcióin. 2000-ben végül Kim Dzsongil elfogadta a Kim Dzsedzsung déli elnök által javasolt csúcstalálkozón való részvételt, aminek megtartására júniusban sor került. 2013. január 14-én Észak-Korea bejelentette, hogy békét szeretne kötni Dél-Koreával, mégis két hónappal később felmondta a tűzszüneti megállapodást, egyúttal a forródrót-kapcsolatot is megszakította.
2018-ban Kim Dzsongun (Kim Jong-un) észak-koreai vezető és Mun Dzsein (Mun Jae-in) dél-koreai államfő a  déli oldalon találkozott, az esemény célja a Koreai-félsziget nukleáris leszerelésének és a koreai háború formális lezárásának megbeszélése volt. A találkozó eredményeképp aláírták az április 27-i Korea-közi egyezményt.

## Háborús és emberiesség elleni bűnök
A háború során mindkét oldal követett el tömeges atrocitásokat a civilek ellen. A háború kitörése után, 1950. június 28-án Li elnök elrendelte a korábban baloldali szimpatizánsként megjelölt és a Nemzeti Tanácsadói Ligában átnevelésre kényszerítettek, illetve börtönbe vetettek kivégzését. A nyár folyamán mintegy 100 000 civilt végeztek ki, attól való félelmükben, hogy az északiak oldalára állnak. Amerikai szövetségeseiknek tudomásuk volt erről, amiről be is számoltak a Pentagonnak, illetve számos fénykép is készült, azonban semmilyen akcióra nem került sor. Douglas MacArthur tábornok belügynek tekintette a kivégzéseket, így nem avatkozott közbe. A britek közbeavatkozásának többen köszönhetik életüket.
Attól való félelmükben, hogy az észak-koreai katonák a menekültoszlopokban rejtőzve próbálnak meg közel férkőzni az amerikai állásokhoz, John J. Muccio szöuli nagykövet levélben tájékoztatta Dean Ruskot arról az 1950. július 25-én hozott döntésről, hogy az amerikai katonák minden észak felől érkező menekültoszlopra tüzelni fognak. Másnap a 7. lovashadosztály katonái ennek megfelelően jártak el, és a nogunri mészárlás néven ismertté vált eset során mintegy 100–400 civilt lőttek le három nap alatt. A háború további részében mintegy hatvan hasonló tömeggyilkosságra került sor. A 2005-ben felállított dél-koreai Igazság és Megbékélés Bizottsága a liberális elnökség idején még kártérítést javasolt, az I Mjongbak idején konzervatív tagokkal történő feltöltése után azonban már „katonai szükségszerűség”-nek ítélte az eseteket, arra hivatkozva, hogy közelben zajló katonai akciók esetén a kollaterális kár elkerülhetetlen lehet.
Az amerikai légierő számos légitámadást hajtott végre polgári célpontok ellen. 1953-ban lerombolták a phenjani vízerőmű gátjait, a bekövetkező áradásban pedig a környék teljes rizstermése odalett. Egy hasonló 1944-es német támadást a nürnbergi per során háborús bűncselekménynek minősítettek. Az amerikaiak gyakran durván bántak a déliekkel, mivel nehezen tudtak különbséget tenni északiak és déliek között, erre pedig gyakran sem idő, sem szándék nem volt. A brit hadsereg 1951-es évkönyve szerint a harc nem volt tekintettel a koreaiakra, „a szerencsétlen országot inkább egy arénának, mintsem egy felszabadítandó országnak tekintették.” Ezt a problémát az amerikaiak később sem tudták kiküszöbölni, sőt a vietnámi háborúban, mind pedig az évtizedekkel később lezajlott iraki háborúban is rengeteg ilyen incidensre került sor. Utóbbi esetében vált igen gyakori, mindennapos módszerré, hogy ellenállók és terroristák elvegyülve a civilek között hajtottak végre fegyveres támadást.
A kommunista országok és főképp Kína a háború folyamán azzal vádolta az Egyesült Államokat, hogy biológiai fegyvert vet be Koreában. Ez a „baktériumháború” azonban csak háborús propaganda volt, amit arra alapoztak, hogy amerikai gépek úgy repültek be az északi területek felé, hogy nem dobtak le bombákat. A kommunisták szerint olyan rovarlárvákat dobtak le, amelyekből mutáns óriásrovarok kelnek ki, és megfertőzik különböző betegségekkel a lakosságot. Magyarországon ez a propaganda Méray Tibor Szabad Népben megjelent cikke alapján kezdett terjedni. Az elfogott amerikai pilótákat arra kényszerítették, hogy kamera előtt bevallják, biológiai fegyvert vetettek be (ezt a módszert hadifoglyokkal Szaddám Huszein is átvette az öbölháborúban). Sztálin halála után a Kreml leszámolt a koholt vádak további terjesztésével, amelyek addig is komoly nemzetközi presztízsveszteséget okoztak, és mindenért Maót, illetve a phenjani szovjet nagykövetet tettek felelőssé. Kína a mai napig fenntartja az állítást, ugyanakkor már csupán nyolcvanegy halálos áldozatot tanúsítanak az állítólag végrehajtott nyolcszáznégy biológiai támadásnak.
Szöul északi megszállását brutalitás és atrocitások fémjelezték. Több száz földesurat, rendőrt, bankárt és hivatalnokot tartóztattak le, majd nyilvános akasztással végezték ki őket. A város lakosságát nehéz fizikai munka elvégzésére kötelezték a környéken létrehozott munkatáborokban. Az északiak mind a megszállt délen, mind a határhoz történő visszavonulás során végeztek ki civileket, összesen legalább 130 000 főt. Emellett mintegy 400 000 déli civilt kényszerítettek katonai szolgálatra, akik közül mintegy 225 000-ren haltak meg, mivel mindig ők kapták a legveszélyesebb feladatokat. Az észak-koreai haderő a háború egésze alatt mintegy 500 000–750 000 civilt ölt meg.
Észak-Korea a háború egésze alatt kegyetlenül bánt a hadifoglyokkal, az amerikai fogvatartottak mintegy 38%-a (mintegy 6000 fő) meghalt a fogság ideje alatt, amihez hozzájárult a bajtársiasság teljes hiánya és a foglyok magába roskadása is. A dél-koreai foglyok közül 5–12 000 vesztette életét, mintegy 50 000-et pedig kényszersorozással az északi hadseregbe kényszerítettek. Az ENSZ hadifogolytáborban a kínai foglyok közül a nacionalistákat helyezték vezető pozícióba, akik aztán elnyomták a többieket. 1951 közepétől bevett gyakorlat volt, hogy rájuk antikommunista jelszavakat tetoválnak, aminek következtében gyakoriak voltak az öncsonkítások és öngyilkosságok. Az egyik hadifogolytábor Kodzse szigetén volt, ahol a foglyok 1952 februárjától kezdve lázongtak, május 7-én pedig az amerikai parancsnokot is túszul ejtették.

## Megjelenése a művészetekben

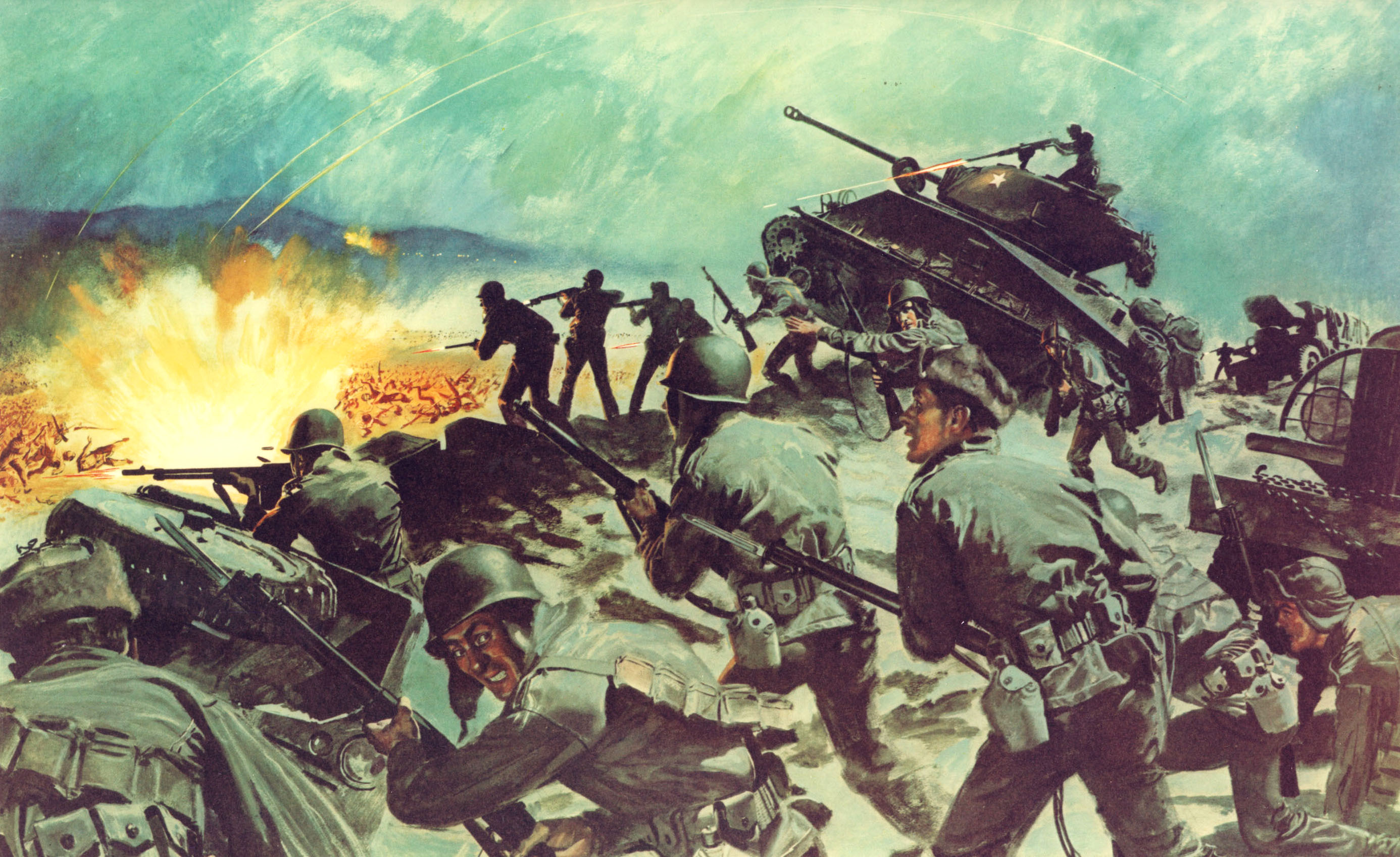
Amerikai poszter, amely a csiphjongri csatában részt vevő amerikai katonák előretörését ábrázolja

- A mandzsúriai jelölt Richard Condon 1959-es politikai thrillere, amiből 1962-ben és 2004-ben készült filmadaptáció. A mű a hadifoglyok agymosásával kapcsolatos félelmekből táplálkozik. Az egyik szereplőnek, Raymond Shaw-nak átmossák az agyát a hadifogsága idején, és az ő segítségével akarják meggyilkolni az amerikai elnököt.
- A Harcosok szövetsége (eredeti címen 태극기 휘날리며, Thegukki hünallimjo) 2004-es dél-koreai film egy testvérpárról szól, akiket a déli hadseregbe soroznak az északi invázió miatt. Az idősebb testvér csak úgy tudja felmentetni a fiatalabbat a katonai szolgálat alól, ha hőstettet hajt végre és megszerzi a Becsületrendet.
- A kürt hangja című 2007-es kínai filmben is bemutatásra kerül a koreai hadszíntér, a cselekmény azonban a főszereplő kínai polgárháborúban megtapasztalt élményeire fókuszál.
- Az Order No. 027 című 1986-os észak-koreai háborús filmdráma Dél-Koreába beszivárogtatott északi katonákról szól, akiket kémkedéssel, és partizánakciókkal bíz meg a vezérkar.
- A 2010-es készítésű Comrades című dél-koreai sorozat a koreai háborúnak állít emléket, kitörésének 60. évfordulójára készült.
- Pablo Picasso 1951-ben készült Mészárlás Koreában című képe az ENSZ és amerikai beavatkozás kritikájaként készült.[96]